# ロンドンデリー
デリー（英語: Derry、[ˈdɛrɪ]）、公式にはロンドンデリー（英語: Londonderry、[ˈlʌndənˌdɛrɪ]）は、北アイルランドで2番目に大きい都市であり、アイルランド島において4番目に大きい都市でもある。デリーと言う名は「オークの森」を意味するアイルランド語の「Daire」もしくは「Doire」を英語化したものである。1613年、ジェームズ1世の勅許状により都市になることが承認され、デリーの前に「ロンドン」を付ける形で市名がロンドンデリーに変更された。デリーという都市名がより一般的に知られているが、ロンドンデリーという都市名も一般的に使用されていて、法的名称として残っている。
フォイル川西岸にある古い城壁都市は2つの道路橋と1つの歩道橋が架かっているが、現在両川岸とも市内（西の「シティサイド」と東の「ウォーターサイド」）に入っている。また都市区域は南東の農村部にも及んでいる。デリー区が管轄していて、ロンドンデリー港とシティ・オブ・デリー空港を抱えている。
市から約30km圏内の大デリー地域の人口は23万7000人である。この地域はデリー・シティとリマヴァディ区とストラバン区の一部、ドニゴール県東部（ラフォーとセント・ジョンストンを含む）やイニショウエンで構成されている。
また、アイルランド共和国のドニゴール県と国境で接していて、何世紀にも渡って親密な関係となっている。デリーの創設者は伝統的にコルムシルという聖人と見なされていて、コルムシルはティアコネルからやってきた聖者で、ティアコネルは現在のドニゴール県のほぼ全ての地域（1610年以前はフォイル川西岸も一部だった）の古名である。
2013年、ロンドンデリーは2010年7月にイギリス文化都市に選出された。

## 市名

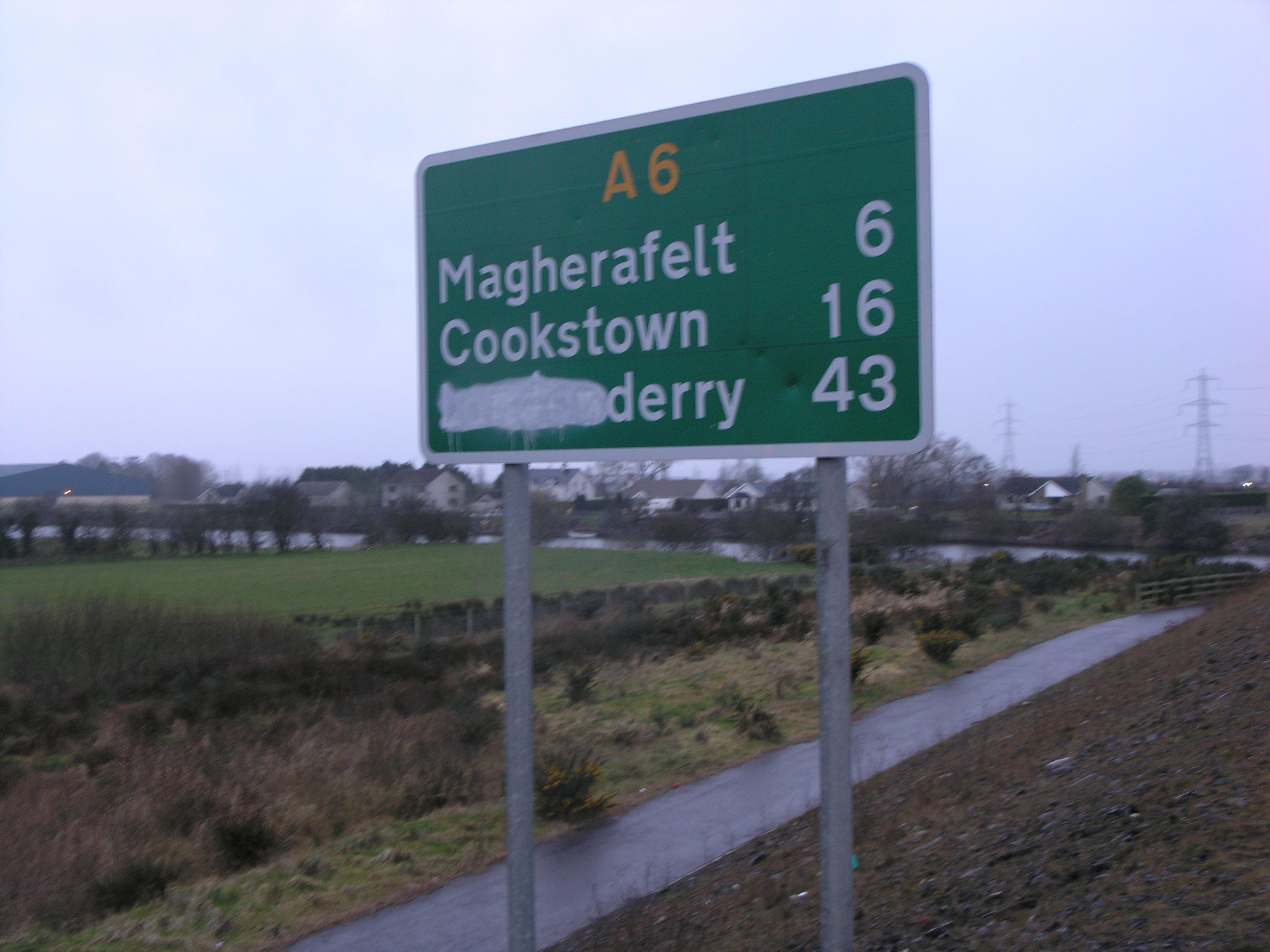
北アイルランドにある、「London（ロンドン）」の部分が塗りつぶされた道路標識

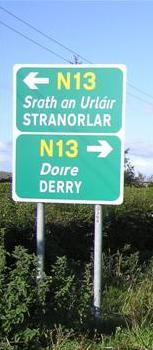
アイルランド共和国ドニゴール県にある、英語の「Derry（デリー）」とアイルランド語の「Doire（ディリャ）」表記の道路標識

1662年4月10日に発行された市の特許状によれば正式な都市名は「ロンドンデリー(Londonderry)」であり、デリー市議会が市名を変更するための手続きに関する指針を求めたことに対し、2007年1月に高等裁判所がこの勅許状を再確認する形で退けた。しかし、議会は1984年に名称をロンドンデリー市議会からデリー市議会に変更しており、この裁判はこの名称変更で市名までも変更することが可能かどうか明確に求めるものだった。裁判所の決定はそれが明確とはしなかったが枢密院へ市名変更の請願は正しい手順だったことを明確化した。デリー市議会はその後この手順を開始し、平等性インパクト評価レポート(EQIA)の実施を伴った。2009年に、市内在住者への最初のアンケートを取ったが、市名変更に賛成なのはカトリック教徒の75%、ナショナリストの77%だったが、プロテスタントは6%、ユニオニストは8%に過ぎなかった。その後EQIAでは、諮問公開討論会を2回開催し、市名をデリーに変更すべきか否かに関する意見を一般市民から募集したが、総数12,136件のうち、3,108件は概して賛成だったものの、9,028件は反対意見だった。
公式市名に反して、簡素なデリーの方がより一般的に知られているが、デリーはアイルランド語でカシの森/カシの木を意味する「Daire」や「Doire」を英語化した言葉で、この言葉は現在のこの都市に位置している場所の最も古い名称である「ディレ・カルガフ(Daire Calgaich)」（カルガフのカシ森）が由来となっている。市名がデリーから変更されたのはアルスター植民の間である1613年でロンドンのギルドによる市の設立を反映したものだった。
デリーという名称はナショナリストが好んでいて、北アイルランドやアイルランド共和国のカトリック教徒の間で幅広く使われていて、逆にユニオニストの間ではロンドンデリーという名称が好まれるが、日常会話では市内に住むほとんどのプロテスタント教徒はデリーと言っている。一方、市政府の決定により、イギリス国内での公式使用は通常ロンドンデリーとなっているが、アイルランド共和国の都市や県のほとんどでは地図もメディアでも会話でも常にデリーを使っている。2009年4月、アイルランド共和国外務大臣のマイケル・マーティンはロンドンデリー出身者でアイルランドのパスポートを所持している場合ロンドンデリーとデリーの両方を選べるようにすると発表した。アイルランド共和国での公式道路標識はデリー表記だが、北アイルランドではロンドンデリー（「L'Derry」と略している場合もある）表記であるものの、「ロンドン」の部分を読めなくする破壊行為が行われることがある。組織団体によっても表記が分かれており併記する例もある。例としてシティ・オブ・デリー空港、デリー・シティFC、プロテスタントのデリー徒弟少年団といったデリー呼称、対してロンドンデリー港、ロンドンデリーYMCAラグビークラブ、ロンドンデリー・チャンバー・オブ・コマースとロンドンデリーと称する場合もある。市内のほとんどの企業はペニーバーン、ローズマウントといったローカル地域名やフォイル川由来のフォイルを社名で使用することで他のコミュニティからの反発を避けている。ロンドンデリー駅は市内ではウォーターサイド駅と呼ばれる事が多いが、他駅ではデリー/ロンドンデリーと呼称されている。1984年5月7日に市議会は市が含まれる行政区を変更した時に、これにより市議会名もデリー市議会に変更された。市は地区と隣接しているが市名は変更せず、市議会も法的に「コーポレーション・オブ・ロンドンデリー(Corporation of Londonderry)」、より正式的に「メイヤー、アルダーマン・アンド・シチズン・オブ・ザ・シティ・オブ・ロンドンデリー(Mayor, Aldermen and Citizens of the City of Londonderry)」となっている。ロイヤルメールのポスト・タウンではロンドンデリー表記だが、デリー表記でも配達は可能である。
また市の別名として「メイデン・シティ(the Maiden City)」があるが、これは1688-89年にあった最も有名なデリー包囲戦など17世紀に3度も包囲されたのにもかかわらず持ちこたえた歴史的事実に基づく。さらに地元の放送司会者であるゲリー・アンダーソンは「ストローク・シティ」と名づけたがデリー/ロンドンデリーという「政治的に理にかなった」スラッシュ表記を風刺したものである（自身が出演していたBBCテレビで使用していた）。最近では市内に向かう主要道路を走るドライバーを迎える、いくつかの大きな石柱がそびえ立つ風景を風刺的に「ウォールド・シティ(the walled city)」と呼ぶこともある。
デリーという呼称はアイルランドでは非常に多く使われており、少なくとも6の町と79の地点で使用されているだけでなく、デリーベグ、デリーボーイ、デリーレア、デリーモアと地名の一部で使われることも多い。
さらに、デリーとロンドンデリーの使用はアイルランドにとどまらず、アメリカ合衆国ニューハンプシャー州ではデリーという町があるが西にロンドンデリーという町が隣接している。ロンドンデリーは他にイングランドのヨークシャー、アメリカ合衆国バーモント州、カナダのノバスコシア州、オーストラリアの北部と東部に存在する。チリでもティエラ・デル・フエゴにロンドンデリー島がある。なお、インドの首都デリーとは綴りの違いが示すように語源としては全く関係が無い。
スティーブン・キングの小説にアメリカ合衆国メーン州にある架空の町としてデリーが登場する。

## 城壁

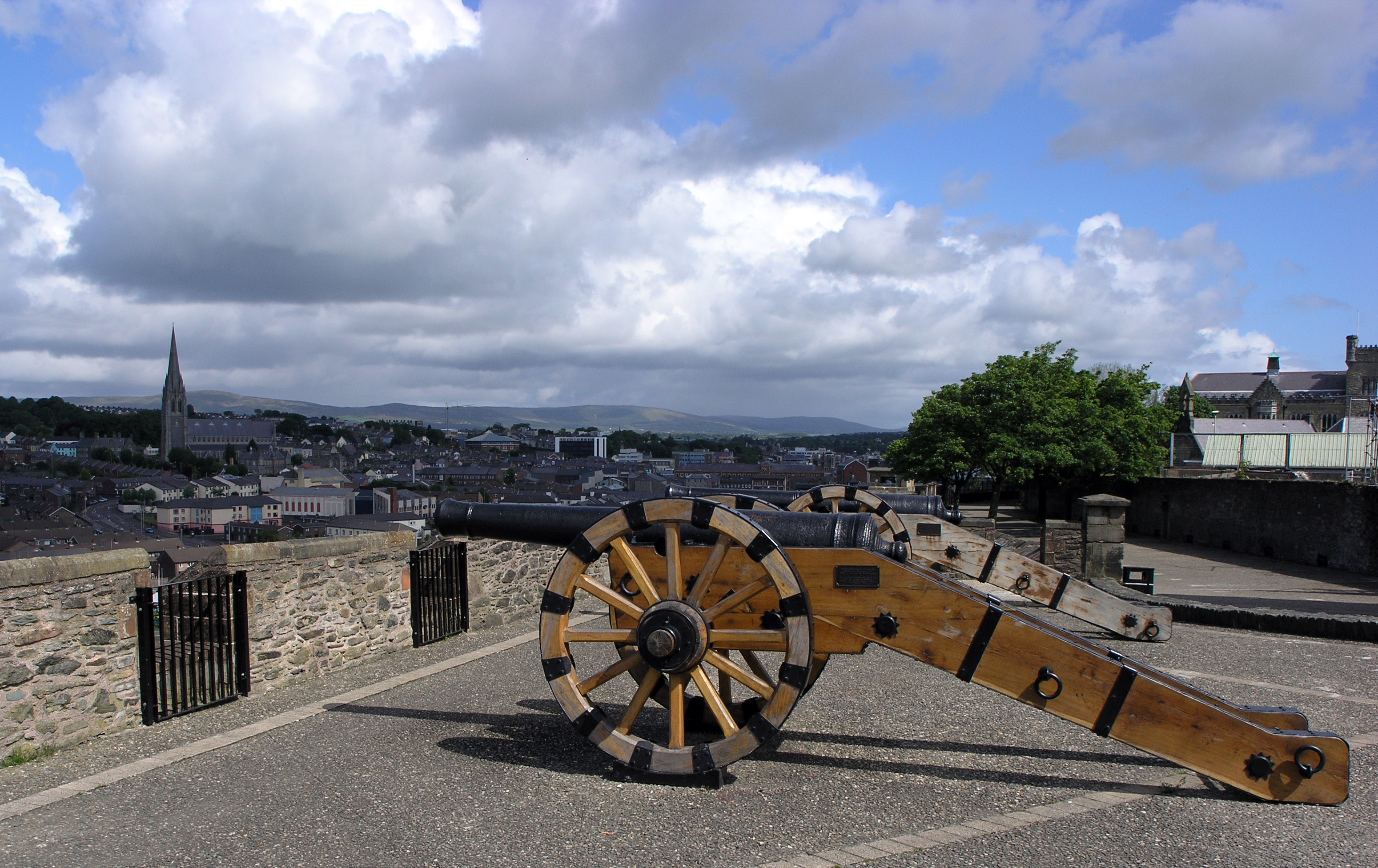
ロンドンデリーにある城壁の一部

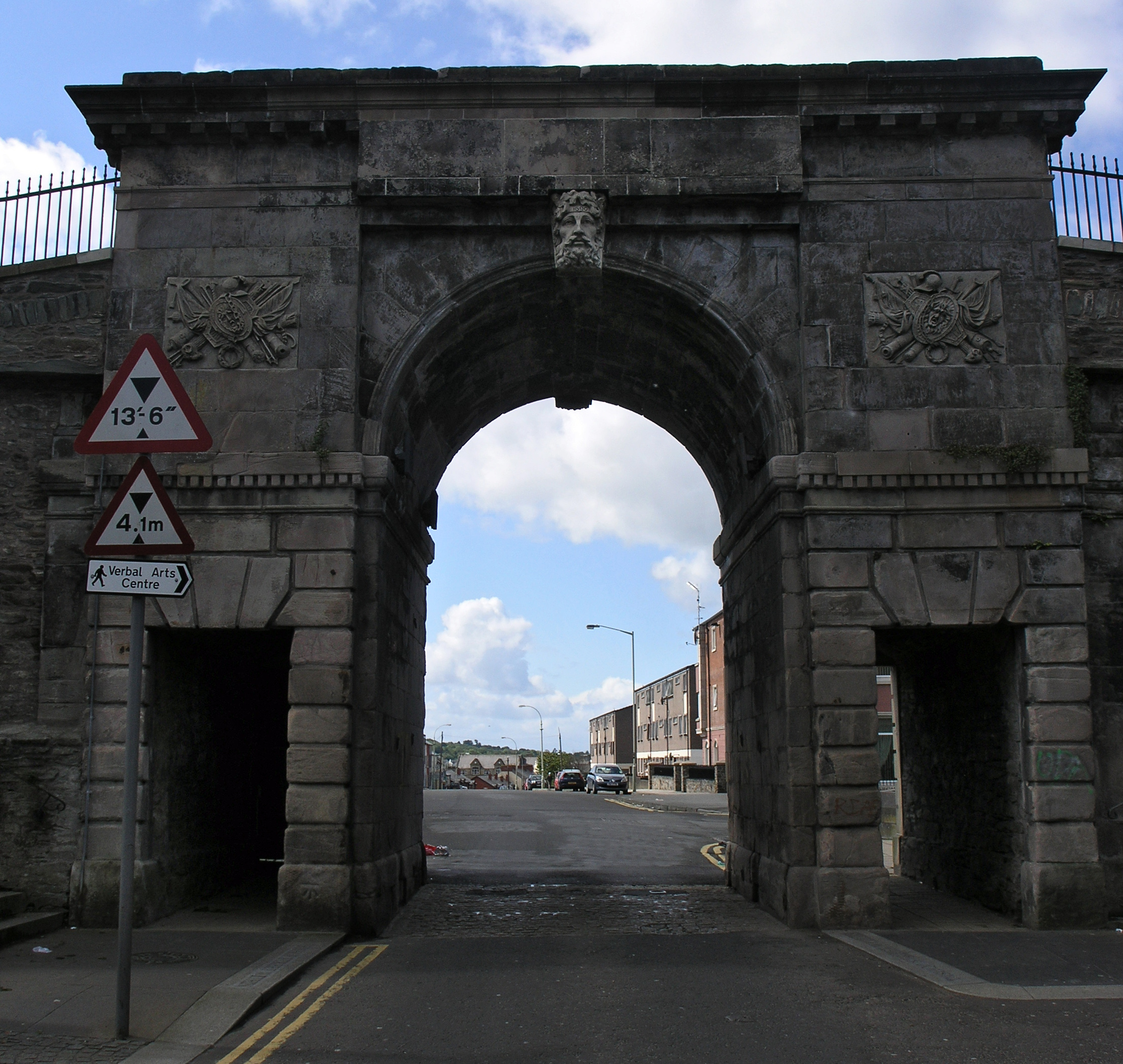
ビショップ・ストリート・ゲート

ロンドンデリーはアイルランドで唯一城壁が完全に残っている都市であり、ヨーロッパでも最も良好な城壁都市とされる。県最大かつ北アイルランドで保護されているモニュメントとなっていて、ヨーロッパで最後に建設された城壁都市として最も完全かつ壮大にそびえ立っている。
城壁は17世紀初期にイングランドやスコットランドから移民してきた人々を防衛する目的でジ・オナラブル・ジ・アイリッシュ・ソサエティが1613年から1619年に掛けて建設、円周は約1マイル (1.6 km)、高さや幅は3.7 and 10.7メートル (12 and 35フィート)の範囲と異なっていて、完全に形は残っていて市中心部を回るように歩道が形成されている。また、ルネサンス様式の通路計画が今もなお維持されている初期の町のレイアウトが見られる独自の遊歩道もある。門は初期にビショップス・ゲート、フェリーキー・ゲート、ブッチャー・ゲート、シップキー・ゲートの4つが設けられ、後にマガジン・ゲート、キャッスル・ゲート、ニュー・ゲートが建設されたため、合わせて7つ設けられている。城壁内にある歴史的建造物には1633年に建てられたゴシック建築の聖コロンブス大聖堂、徒弟少年団メモリアルホール、そして裁判所がある。
ヨーロッパにおいて城壁が破られたことがない数少ない都市であり、1689年に起きた105日間の包囲など数回の包囲戦にも耐えたことからメイデン・シティという別名も付けられている。

## 歴史

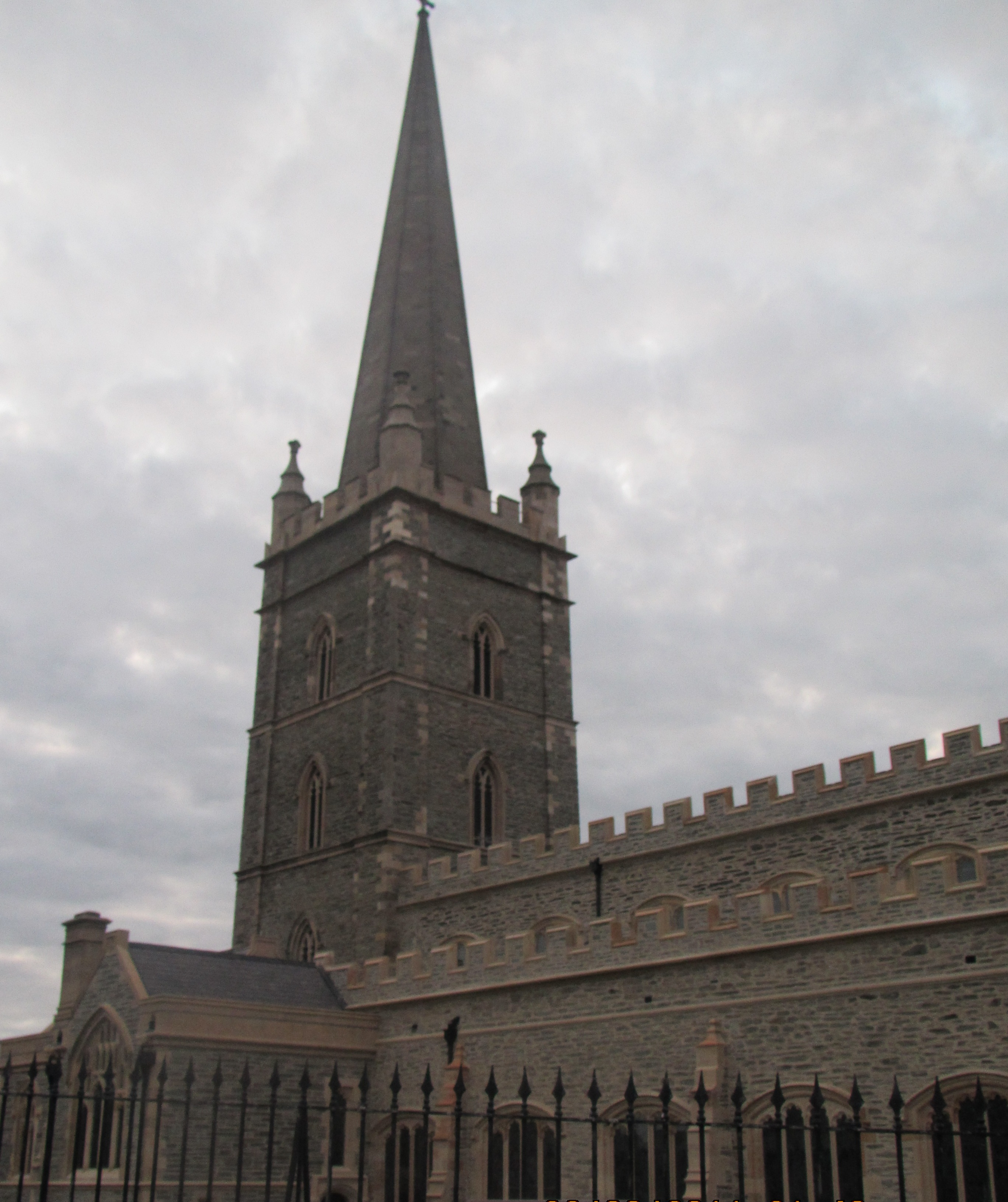
聖コロンブス大聖堂

### 初期
アイルランドにおいて最古の継続居住地の1つである。現在のドニゴール県から来た有名な聖人であるコルンバもしくはコルムシルが修道院を建設した6世紀が記録に見られる最も古い時期だが、実際は約1000年前から近辺に居住者がいたとされる。
他所でキリスト教を布教するためにアイルランドを離れる前、コルンバはフォイル川東岸にある後のディレ・カルガフに修道院を建設した。口伝や歴史書によれば、この場所は地元の王様がコルンバに寄進したとしている。その後この修道院はコルムシルを精神的助言者とするコルンバン教会連盟の助力で現存している。546年は最初の町が作られた時期とされることが多いが、現在、中世の年代記編者が時期を誤って割り当てたものと歴史学者は見ていて、実際は6世紀から11世紀の間と考えられており、デリーは主に修道の町として知られていた。
この町はアイルランドのチューダー朝征服において戦略的により重要な場所になり、度重なる攻撃に晒されることになる。オドハティの反乱の最中である1608年、イニショウエン半島のアイルランド人部族長であるサー・ケア・オドハティによる攻撃で町は焼かれ何もかも無くなり、町を取り仕切っていたジョージ・ポーレットも討ち取られた。軍人兼政治家のサー・ヘンリー・ドクラが積極的に町を開発したため、「デリーの創設者」と評判になったが、オドハティによる攻撃を防げなかったと非難されイングランドに帰還してしまった。

### 植民
デリーが都市になったのは1610年までに比較的新しいドニゴール県の一部になった時である。この都市、将来の都市になる西岸はイングランド君主からジ・オナラブル・ジ・アイリッシュ・ソサエティに譲渡され、コルレイン州とアントリム県の一部と、ティロン県の大部分と合併してロンドンデリー県になった。17世紀にやってきたアルスター植民の一部である植民者はジ・オナラブル・ジ・アイリッシュ・ソサエティを通じてロンドンのリヴァリ・カンパニーによって統治され、初期の町からフォイル川沿いに拡大したロンドンデリーという都市を整備し、アイルランド反乱者から植民者を守る目的で城壁が建設された。これらの目的は住民が君主の支持の下アルスターに定住するためだった。
この都市はアイルランドにおいて最初の計画都市であり、1613年から始まった城壁の建設は1619年に完了し、建設費は£10,757に及んだ。4つの門が設けられた城壁都市内のセントラルダイアモンドは防御するのに良いデザインと考えられていた。またこの選ばれたグリッドパターンはその後英領北アメリカにある多くの植民地で模倣された。また、都市憲章では都市の範囲は中心から約6km拡張されると定義されている。
現在の都市にはセントラルダイアモンドからビショップ・ゲート、フェリーキー・ゲート、シップキー・ゲート、ブッチャー・ゲートの4つの門まで放射状に4つのメインストリートが伸びている17世紀当時のレイアウトが現存している。また都市に残る最も古い建造物は同時期の1633年に建設されたゴシック建築の聖コロンブ大聖堂である。大聖堂の玄関内は完成を記念する石パネルがあり、「If stones could speake, then London's prayse should sound, Who built this church and cittie from the grounde.(もし石が話せるのなら、ロンドンによる1から都市と大聖堂を建設した人々への賞賛の話をしてほしい)」という碑文がある。

### 17世紀の動乱
1640年代のこの都市は三王国戦争による受難を受けており、1641年アイルランド反乱が始まった時はゲール系アイルランド反乱軍が都市に侵攻したが失敗に終わった。1649年、都市とその守備隊はロンドンの共和国議会派 (en) の支援を受けたが、チャールズ1世に忠誠を誓うスコットランドのプレスビテリアン軍に包囲された。しかし、このプレスビテリアンによるデリー包囲はジョージ・マンク指揮下の円頂党軍とアイルランドカトリック教会の将軍であるオーウェン・ロー・オニールとの不可解な同盟によって解除された。これらの一時的な同盟は1649年にニューモデル軍によるアイルランド上陸で瞬く間に崩壊し再度戦争となった。アルスターでの戦いは1650年にドニゴール県に近いレタケニー周辺で発生したスカリフォリスの戦いで議会派がアイルランドカトリックのアルスター軍を破ったことで終結した。
名誉革命では、1688年11月にデリーとエニスキレンにのみプロテスタントが駐屯、第3代アントリム伯爵アレクサンダー・マクドネルの指揮によるほとんどが「レッドシャンクス」（ハイランダー）である約1200人の男性で構成される軍が時間を掛けて編成された（ウィリアム・オブ・オレンジがイングランドに上陸している一週間の間に着手した）。1688年12月7日に軍はデリーに到着、門は閉められデリー包囲戦が勃発した。1689年4月、ジェームズ王が都市を訪れ、降伏を促したが拒絶され、包囲自体も7月終わりに救援の船が到着するまで続いた。

### 18世紀と19世紀

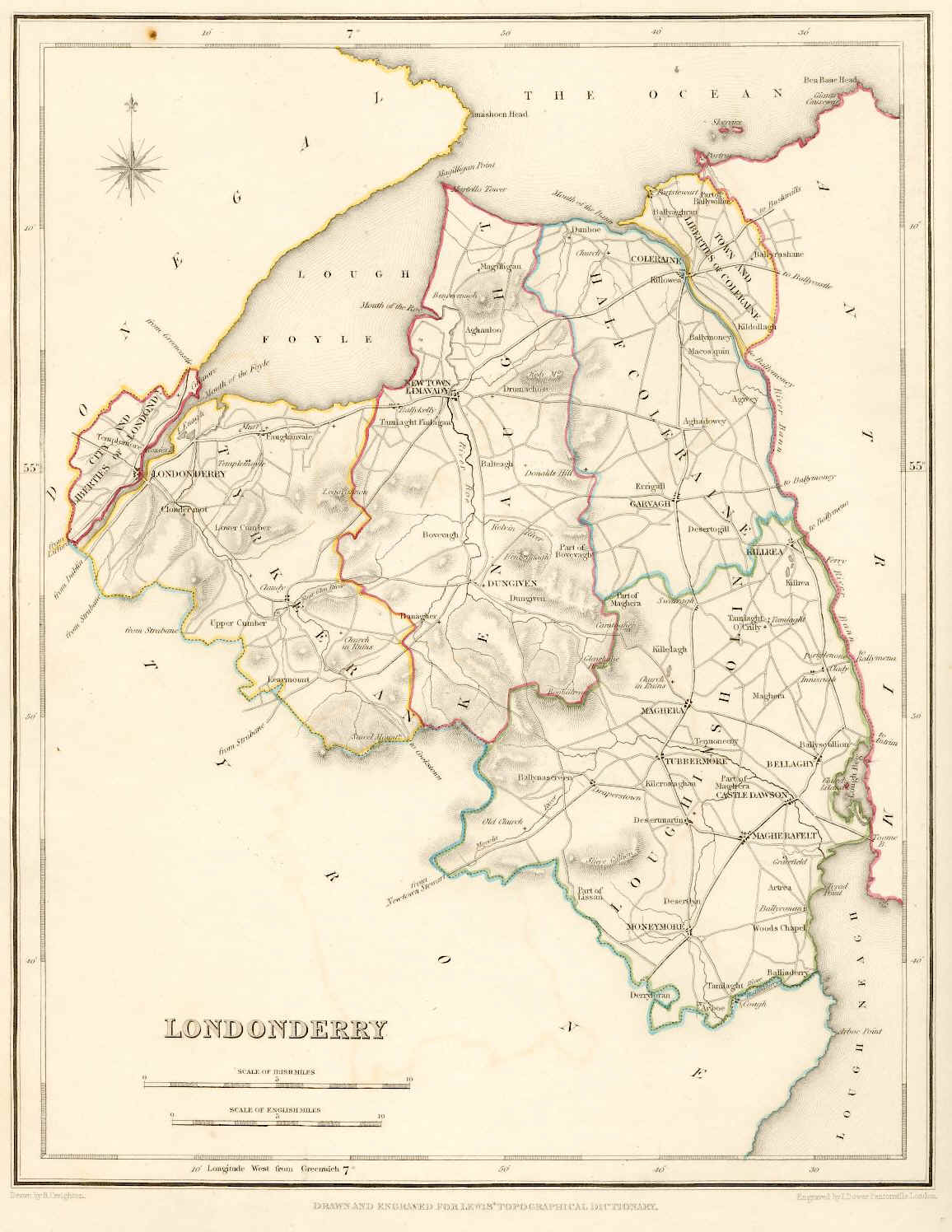
1837年時点のロンドンデリー県の地図

18世紀の都市再開発で現在も残るジョージア式建築物が多く建てられた。1790年にフォイル川を渡る橋が初めて架けられた。18、19世紀の間、港湾施設は北米に行くアイルランド移民にとって重要な乗船拠点になり、ニューハンプシャー州にデリーやロンドンデリーの名を冠した植民地が複数設立された。
また19世紀の間、ジャガイモ飢饉の影響をより深刻に受けた移民の逃亡先となっていった。1778年にWm. McCorkell & Co. Ltd.が設立したマッコーケル・ラインはもっとも有名な海運会社の一社になった。そしてマッコーケルが所有していた最も有名な船はミネハハ(Minnehaha)で「デリーのグリーンヨット(Green Yacht from Derry)」として知られた。

### 20世紀初期

#### 第一次世界大戦
カトリック教徒やプロテスタントの英陸軍男性兵5000人が住んでいた。

#### 分割

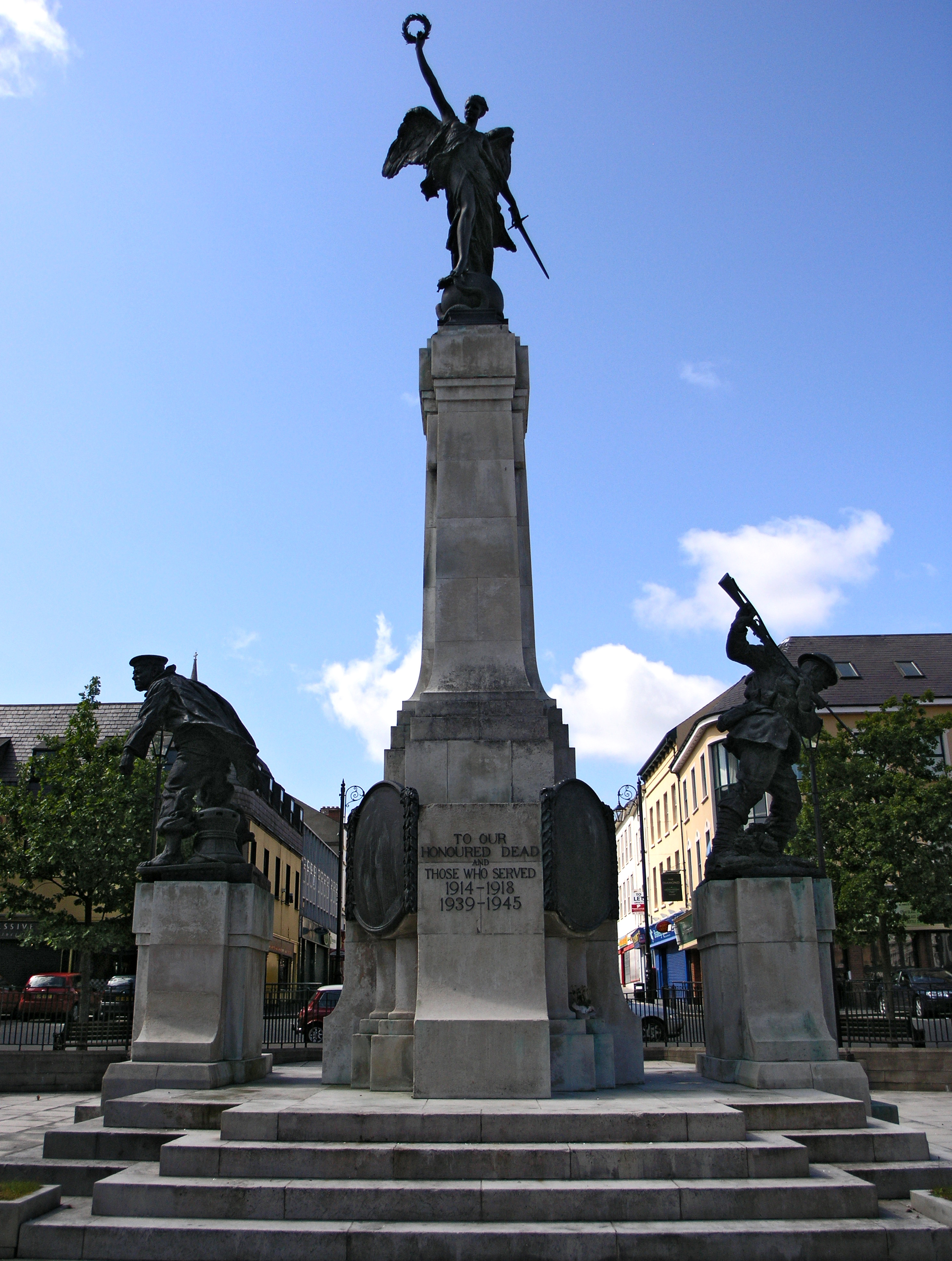
1927年に建てられたダイアモンド広場の戦争慰霊碑

アイルランド独立戦争の間、この地域は宗教間暴力で揺れ動き、アイルランド共和軍とイギリス軍との間の激しいゲリラ戦が一部行われ、経済的・社会的圧力の影響も受けた。この間、多くの住民が死亡した上に、カトリック教徒やプロテスタント教徒が追放された。その後、地元政治家がユニオニストと共和国側両方に休戦交渉を行った。
1921年、英愛条約やアイルランド分割によって、この地は予想外の形で「国境都市」になり、ドニゴール県の伝統的かつ経済的な後背地の多くから分割された。

#### 第二次世界大戦
第二次世界大戦の間、この都市は大西洋の戦いにおいて重要な拠点となった。イギリス海軍やカナダ海軍その他同盟海軍の船舶が停泊し、米軍基地も建設された。戦時中、イギリス海軍が2万人以上、カナダ海軍が1万人以上、アメリカ海軍が6000人以上この都市に駐屯した。米軍の駐屯はアメリカ合衆国の参戦前に結ばれた米英密約によるもので、この都市は欧州初の米海軍軍港となり、欧州に行くアメリカ合衆国船団の拠点となった。
海軍など軍事活動の度合いが大きかった理由は自明であり、デリーはイギリス最西部の港湾拠点であり、実際欧州においても最西部の連合軍側港湾拠点だったためで、このようにデリーはグラスゴーやリバプールと共に欧州北米間を行き来する船団にとって重要な出港地点だったわけである。これらの数年間、デリーにいた多数の軍人は実質的に都市の性格を変えるようになり、複数の外部のカラーだけでなく国際的かつ経済的な快活さが持ち込まれた。複数の飛行場がメイダウン、イグリントン、バリーケリーといった都市郊外に建設されたが、そのうちイギリス空軍イグリントン空軍基地は現在のシティ・オブ・デリー空港に生まれ変わった。
兵役による戦争努力で都市へ顕著に貢献した男たちで最も有名なのは「デリー・ボーイズ」で知られる第9（ロンドンデリー）重対空連隊の500人で、この連隊はイギリスを中心に北アフリカ、スーダン、イタリアで任務にあたっている。船団の商船で任務していた他の多くは戦時中イギリスとソ連で供給任務にあたっていた。
都市の境目では軍の護衛隊からの交易品の流入もあり街の開発にとって欠かせない密輸業務が行われていた。
第二次世界大戦の終戦時、降伏した60隻のドイツ海軍Uボートがリサハリーにある市の港に入港した。最初の降伏ではウェスタンアプローチ最高司令官のサー・マックス・ホートン提督、第3代北アイルランド首相のサー・バジル・ブルックが随行した。

### 20世紀後半

#### 1950年代、1960年代
第二次世界大戦後、失業や開発の停滞で衰退していった。デリー大学委員会が市内に北アイルランドで2番目の大学を設立しようとしたが失敗に終わった。

#### 公民権運動
デリーは北アイルランドにおける初期の公民権運動の中心地となった。

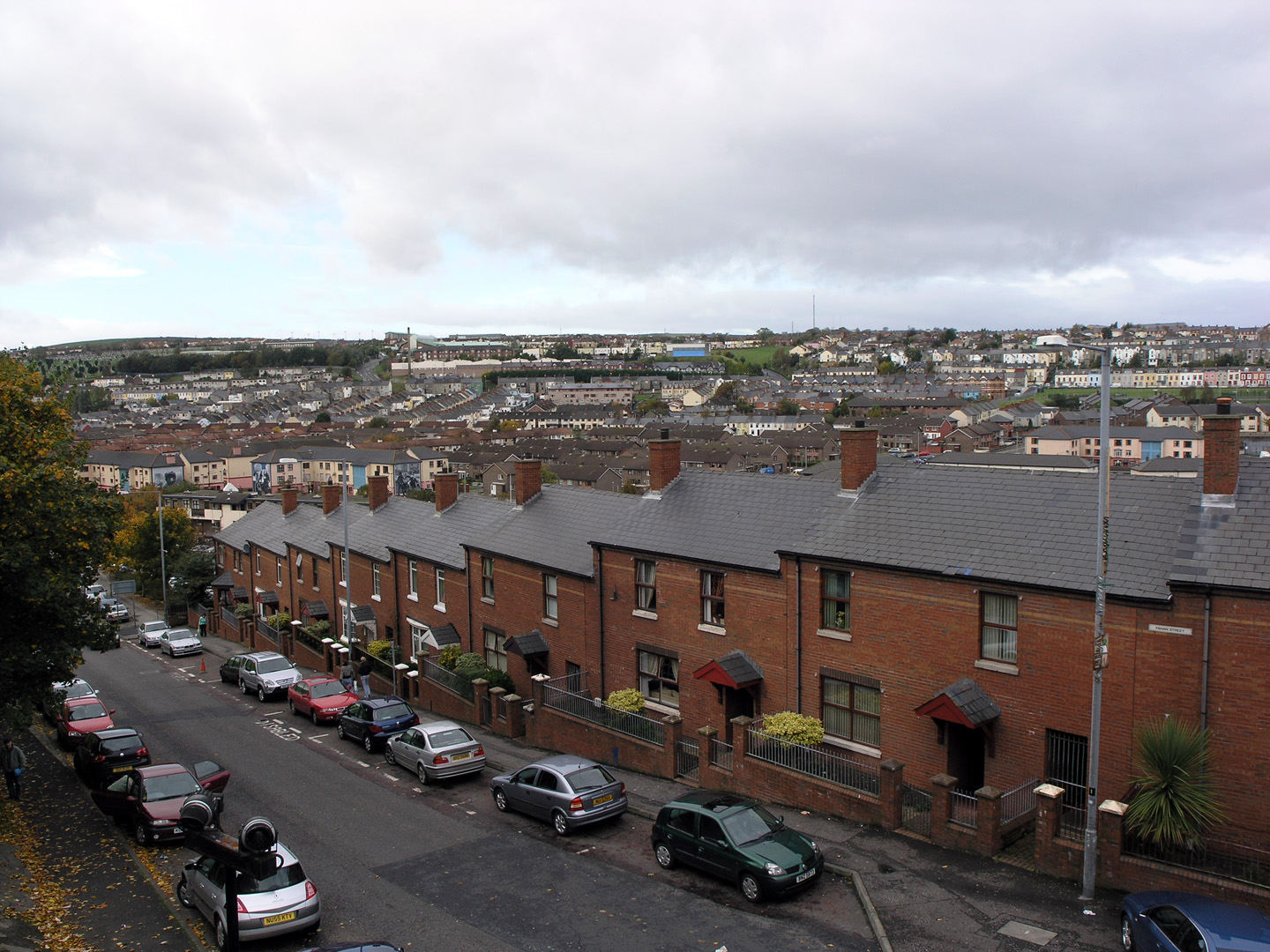
城壁から見たボグサイド地域

カトリック教徒は北アイルランドのユニオニスト政府の下で政治的にも経済的にも差別を受けた。1960年代、この都市は制度的ゲリマンダーに関する論争の発火点となった。政治学者のジョン・ホワイトは次のように説明している。

ゲリマンダーに関する全ての苦情は、実質的に居住地や地域の政策や、この地域からの公共や民間の雇用に関する不均衡な課徴金額が苦情の全てだ。ティロン県、ファーマナ県、ロンドンデリーカウンティ・バラ、ロンドンデリー県とアーマー県の一部といった地域の人口は北アイルランドの総人口の4分の1以下なのに、差別に関する苦情は4分の3にも遠く達してないためユニオニスト政府は責任を取らなければならない。これはオリジナルのゲリマンダーを通してその後起きるかなり多くの不正行為の温床になっており、抗議運動が繰り返されているにもかかわらず、不正行為の継続に歯止めを掛けようとしない。北アイルランド政府への苦情のほとんどは広範な差別が直接の原因ではないが、北アイルランドの多数の区域に渡る規模の差別を引き起こす原因にはなっている。

1968年に北アイルランド公民権協会が公民権デモを起こしたが、政府に許可されず、王立アルスター警察隊に抑えられた。それでもこの運動は1969年のデリー徒弟少年団による行進に受け継がれたが、ボグサイドの戦いに発展してしまい、カトリック教徒の暴徒が警察と衝突したことにより、市民暴動が北アイルランド中に拡大した。この出来事は「厄介事(The Troubles)」の引き金になったと語られることが多い。
1972年1月30日日曜日、ボグサイド地域で発生した公民権デモ行進で13人の非武装市民が英軍落下傘連隊による銃撃で死亡、その他13人が負傷し、さらに1名の男性が負傷後に死亡した。この出来事は血の日曜日事件として知られるようになった。

### 北アイルランド紛争

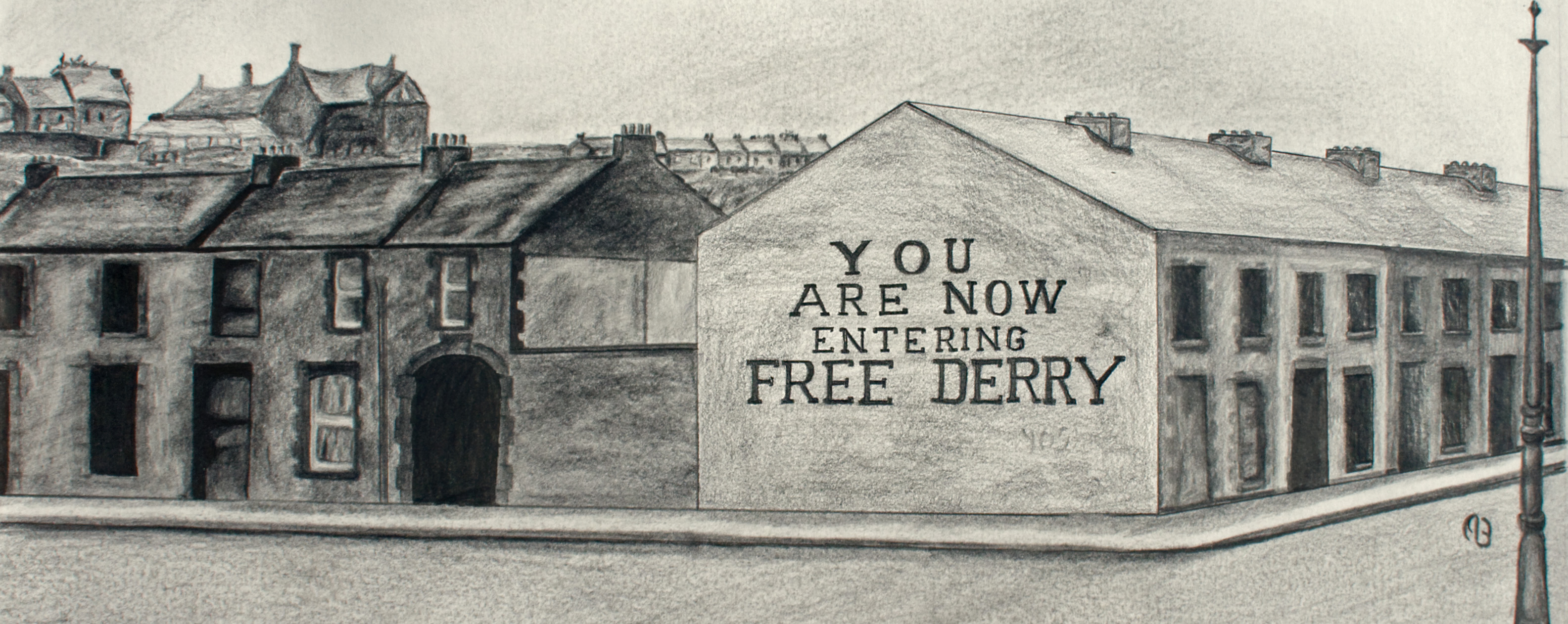
ボグサイドのレッキー通りとファハン通りの交差点角にある「フリー・デリー・コーナー」。1969年1月にジョン・ケイシーが初めて描いた。

後に「厄介事」(The Troubles)として知られる北アイルランド紛争はデリーで発生したボグサイドの戦いから始まったと見なされていて、市内の公民権運動もとても活発だった。1970年代初期において、市内は重武装されていて市民の間に幅広い不安が発生していた。複数の地区でも人の行き来を制限したり県の機動隊が侵入するのを防ぐためにバリケードが築かれていた。
しかし、暴力行為は1980年終わりから1990年始めにかけて収束していった。アイルランドのジャーナリストであるエド・マロニーは「IRAの秘密史(The Secret History of the IRA)」にて共和党指導者が1991年始めに「事実上」の終戦を交渉していたとしている。これが事実かどうかは確定してないが、少なくともこの時期ではベルファストや他の地域よりも血を見ることは少なかった。
The Troublesが最も激しかった1977年11月、都市にドペイ・ディックと称されるシャチがやってきて1km圏内から1000人もの人々がシャチを見ようと押し寄せた。

## 市政
市の政府はシティサイド、ノースランド、ルーラル、シャンタロウ、ウォーターサイドの5選挙区で構成されているデリー市議会で、30人いる議員の任期は4年である。2011年選挙の時点で社会民主労働党が14議席、シン・フェイン党が10議席、民主統一党が5議席、アルスター統一党が1議席獲得している。市長と副市長は毎年議員によって選出される。
また、地方自治体の境界はイギリス議会のフォイル選挙区、北アイルランド議会のフォイル選挙区の境界と一致するが、欧州議会選挙区では北アイルランド選挙区の一部となっている。

### 紋章と標語

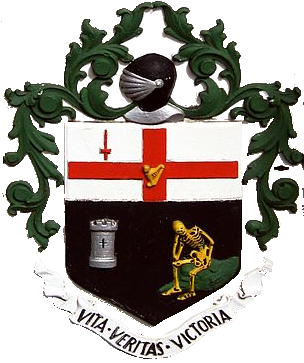
ロンドンデリーの紋章

紋章の模様は盾の下部に背景が黒い骸骨と塔型の城郭があり、その上に背景が白い赤十字と剣で構成されるシティ・オブ・ロンドンの旗が描かれていて、その赤十字の真ん中に金色のハープがある。そして盾の上に長(Chief)が描かれている。
紋章記述は次のようになっている:
Sable, a human skeleton Or seated upon a mossy stone proper and in dexter chief a castle triple towered argent on a chief also argent a cross gules thereon a harp or and in the first quarter a sword erect gules
ロンドンの紋章院やダブリンの系図学事務局にある文書によれば、市の紋章は1613年にノロイ・アンド・アルスター・キング・オブ・アームズのダニエル・モリニューが承認したとしている。紋章院の文書にはデリーの紋章は「ye picture of death (or a skeleton) on a moissy stone & in ye dexter point a castle」だったが、同業組合による資金提供やロンドンデリーに市名が変更された年に初代市長が「ロンドンの長(chief of London)」を追加するように求めたとしている。
シティ・オブ・ロンドンの旗を帯びたロンドンの長が追加される前のデリーの旧紋章の意味に関する説は以下のとおり:
- 城郭はグリーンキャッスル（英語版）近くで14世紀にアングロノルマン人アルスター伯爵であるリチャード・デ・バーグ（英語版）が城主だった城と関連してるのではないかとされる[41]。
- 最も有名な説として、骸骨は1332年に城の地下牢で餓死したデ・バーグという騎士を指していて上記に記しているデ・バーグのいとこにあたるアルスター伯爵の命令によって死に至ったという[41]。別説では1608年にイングランド軍がデリーを包囲した後に死刑が処されたカヒール・オドハティ（英語版）（サー・チャールズ・オドハティ）を描いたとも言われる。ゲリマンダーやカトリック教徒への差別があった時代、デリーのローマ・カトリックはたびたび暗い機知として、骸骨は市議会から救ってくれることをここで待つことだと説明していた[41]。

1979年、ロンドンデリー市議会はヘラルディック・バッジのデザイン過程の一環として市の紋章と記章に関して報告書に記載した。公開された報告書によれば、骸骨に関する通説には根拠がなく、「純粋なシンボルで、何れの実在人物を示すものではない。」としている。
1613年時点の紋章では十字の中心にハープが描かれていたが、後年の紋章や1952年、ロンドンデリー市に承認した紋章に関する特許状では削除されている。2002年、デリー市議会は紋章院にハープを復活させること、さらに2003年にガーター及びノロイ・アンド・キング・オブ・アームズが17世紀に承認したパテント・レターが有効であることを申し入れた。
紋章にあるモットーはラテン語で"Vita, Veritas, Victoria"と表記されていて、英語では"Life, Truth, Victory"という表記に生る。

## 地理

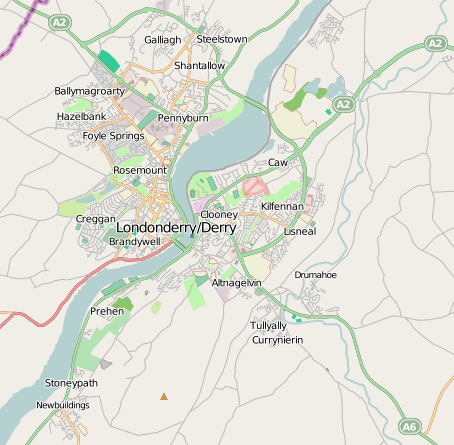
オープン・ストリート・マップによる地図

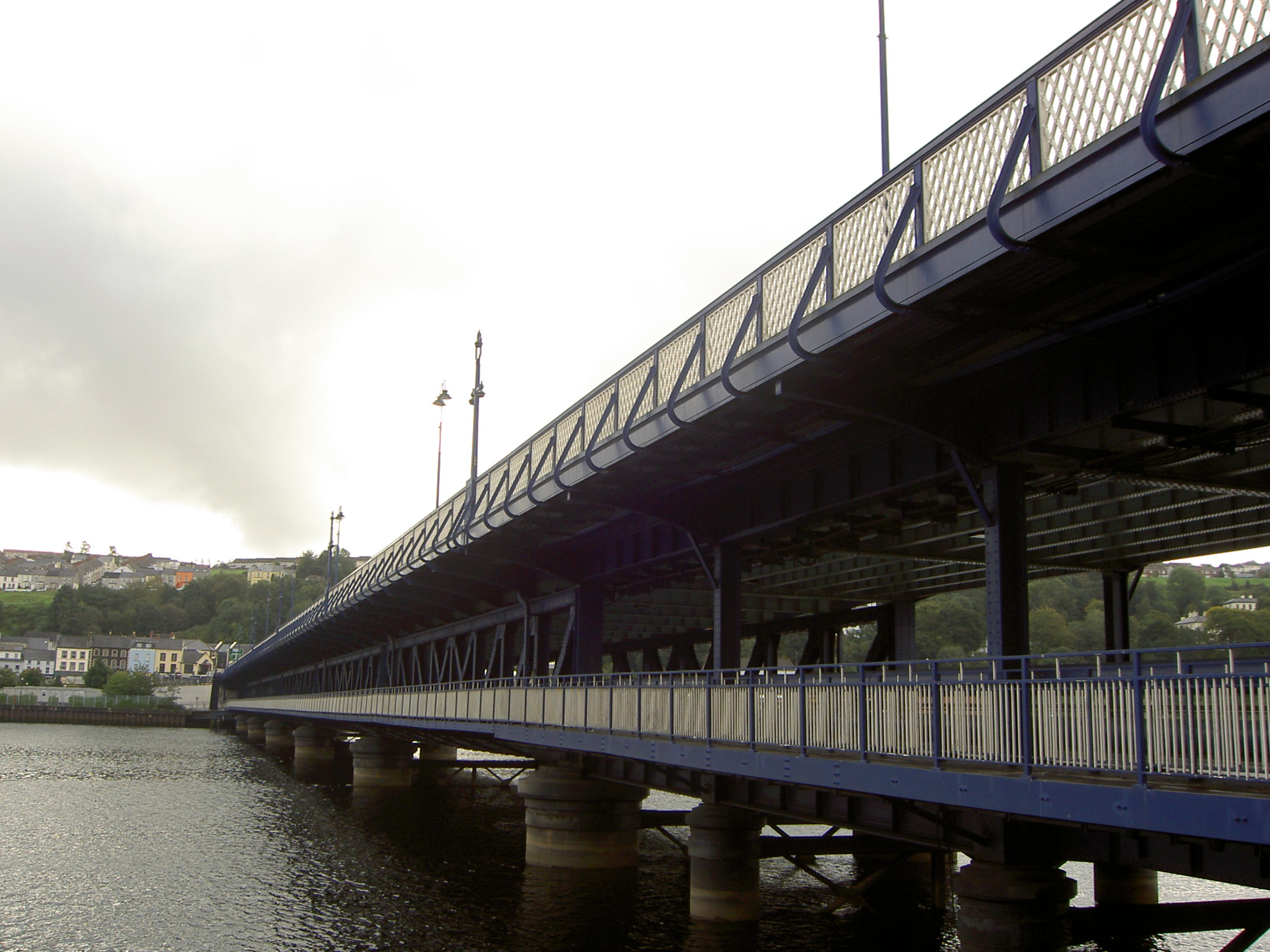
クレイガヴォン橋

ロンドンデリーは他所にはない丘陵地形が特徴である。市内を流れるフォイル川は深い谷を形成していて、急勾配の通りや驚くべき風景を生み出している。初期の城壁都市はフォイル川の西岸に位置している。かつて、川は分岐していて木の生い茂る丘が島のように囲われていたが、数世紀経て西の分岐は干上がり低地かつ沼地となったがこの地区が現在のボグサイドである。
現在のロンドンデリーは城壁の北と西、川の東岸へと拡張している。フォイル川を挟んで西半分はシティサイド、東半分はウォーターサイドと呼ばれている。シティサイドとウォーターサイドはクレイガヴォン橋とフォイル橋で結ばれていて、市の中心部にある歩道橋はピース橋を呼ばれている。また街の南東に農村地帯が広がっている。
この都市は遥かに広いが、川の両岸にある市内の地形の多くを形成している急勾配のある丘という特徴が残っている。北東の端には有名な異なる地形としてフォイル湾の海岸があるが、非常に広々とした海と19世紀中頃に干拓された干潟がある。現在、これらの手付かずの場所は1.6kmにわたる防波堤で保護されていて、国際的に重要な鳥類保護区となっており、イギリスの湿地上位30位以内に入っている。
その他重要な自然保護区にはロンドンデリーから東16kmにあるネス国立公園や、市内南東部にあるプレヘン・ウッドがある。

### 気候
ロンドンデリーはケッペンの気候区分においてアイルランドのほとんどが該当する西岸海洋性気候に属している。かつて市からもっとも近い公式のイギリス気象庁気象台としてシティ・オブ・デリー空港のちょうど西にあり市の中心部から北東約8kmに位置するカルマネー(Carmoney)で観測されていたが、2004年に廃止され、現在は東北東19kmに位置するバリーケリーに気象台が置かれている。基本的に、バリーケリーで年27夜に空気中の霜を観測していて、最も少ない降水量は1mmで170日観測されている（1981年から2010年の間の平均）。
最も低い気温は1995年12月27日にカルマネーで−11.0 °C (12.2 °F)である。
| バリーケリー気象台(SAMOS) (デリー空港 1981年–2010年)の気候 | バリーケリー気象台(SAMOS) (デリー空港 1981年–2010年)の気候 | バリーケリー気象台(SAMOS) (デリー空港 1981年–2010年)の気候 | バリーケリー気象台(SAMOS) (デリー空港 1981年–2010年)の気候 | バリーケリー気象台(SAMOS) (デリー空港 1981年–2010年)の気候 | バリーケリー気象台(SAMOS) (デリー空港 1981年–2010年)の気候 | バリーケリー気象台(SAMOS) (デリー空港 1981年–2010年)の気候 | バリーケリー気象台(SAMOS) (デリー空港 1981年–2010年)の気候 | バリーケリー気象台(SAMOS) (デリー空港 1981年–2010年)の気候 | バリーケリー気象台(SAMOS) (デリー空港 1981年–2010年)の気候 | バリーケリー気象台(SAMOS) (デリー空港 1981年–2010年)の気候 | バリーケリー気象台(SAMOS) (デリー空港 1981年–2010年)の気候 | バリーケリー気象台(SAMOS) (デリー空港 1981年–2010年)の気候 | バリーケリー気象台(SAMOS) (デリー空港 1981年–2010年)の気候 |
| 月                                                         | 1月                                                        | 2月                                                        | 3月                                                        | 4月                                                        | 5月                                                        | 6月                                                        | 7月                                                        | 8月                                                        | 9月                                                        | 10月                                                       | 11月                                                       | 12月                                                       | 年                                                         |
| ---------------------------------------------------------- | ---------------------------------------------------------- | ---------------------------------------------------------- | ---------------------------------------------------------- | ---------------------------------------------------------- | ---------------------------------------------------------- | ---------------------------------------------------------- | ---------------------------------------------------------- | ---------------------------------------------------------- | ---------------------------------------------------------- | ---------------------------------------------------------- | ---------------------------------------------------------- | ---------------------------------------------------------- | ---------------------------------------------------------- |
| 平均最高気温 °C （°F）                                     | 8.0 (46.4)                                                 | 8.2 (46.8)                                                 | 10.1 (50.2)                                                | 12.1 (53.8)                                                | 15 (59)                                                    | 17.0 (62.6)                                                | 18.9 (66)                                                  | 18.5 (65.3)                                                | 16.7 (62.1)                                                | 13.5 (56.3)                                                | 10.2 (50.4)                                                | 8 (46)                                                     | 13.02 (55.41)                                              |
| 平均最低気温 °C （°F）                                     | 2.2 (36)                                                   | 2.1 (35.8)                                                 | 3.5 (38.3)                                                 | 4.8 (40.6)                                                 | 7 (45)                                                     | 9.7 (49.5)                                                 | 11.6 (52.9)                                                | 11.4 (52.5)                                                | 9.8 (49.6)                                                 | 7.2 (45)                                                   | 4.5 (40.1)                                                 | 2.5 (36.5)                                                 | 6.36 (43.48)                                               |
| 降水量 mm （inch）                                         | 83.5 (3.287)                                               | 62.7 (2.469)                                               | 69.8 (2.748)                                               | 55.2 (2.173)                                               | 51.2 (2.016)                                               | 56.1 (2.209)                                               | 66.1 (2.602)                                               | 75.3 (2.965)                                               | 68.7 (2.705)                                               | 89.0 (3.504)                                               | 86.7 (3.413)                                               | 88.4 (3.48)                                                | 852.6 (33.567)                                             |
| 平均降水日数 （≥1 mm）                                     | 17                                                         | 13                                                         | 16                                                         | 12                                                         | 12                                                         | 11                                                         | 13                                                         | 13                                                         | 13                                                         | 16                                                         | 19                                                         | 15                                                         | 170                                                        |
| 平均月間日照時間                                           | 52.3                                                       | 72.4                                                       | 100.9                                                      | 155.0                                                      | 202.7                                                      | 161.4                                                      | 140.4                                                      | 141.1                                                      | 119.6                                                      | 102.5                                                      | 57.9                                                       | 37.7                                                       | 1,343.9                                                    |
| 出典：MetOffice                                            |                                                            |                                                            |                                                            |                                                            |                                                            |                                                            |                                                            |                                                            |                                                            |                                                            |                                                            |                                                            |                                                            |

## 人口動態
この都市と隣接する自治体であるカルモア、ニュービルディングス、ストラスフォイルで構成されるデリー都市圏は人口が7万5000人を超えて以降、北アイルランド統計調査機関(NISRA)によって都市に分類されていて、人口調査が行われた2011年3月27日の時点で10万5066人が居住している。このうち、27%が16歳以下で14%が60歳以上、49%が男性で51%が女性、75%がローマ・カトリック信者で23%(2001年から3%増加)がプロテスタントだった。
更に広いデリー市議会地域における2006年中頃の人口は10万7330人だった。2005-6年ねんの人口の伸びは約100人の最終的な転出を伴う自然な変化によるものだった。
またこの都市はアイルランドにおいてジャガイモ飢饉の最中でも人口が増加した数少ない都市の1つであるが、これは最も深刻な影響を受けた他の地域から多くの人が押し寄せたためである。

### プロテスタントのマイノリティ

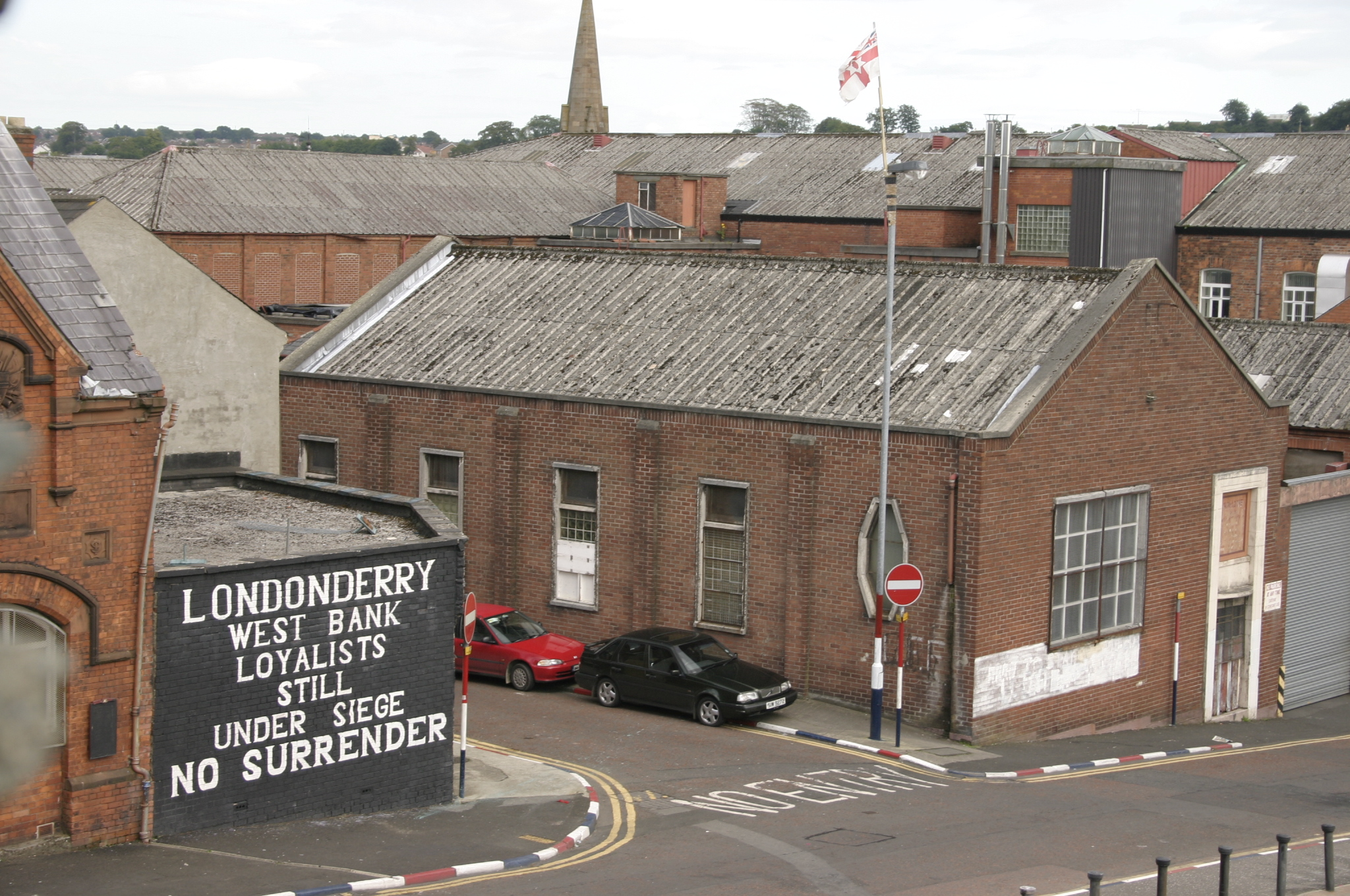
城壁の外にある"降伏しない(No Surrender)"と書かれた壁画

都市環境の分断が留めなく進行していることに伴う両コミュニティへの懸念が提起されている。1971年の時点でフォイル川西岸に約1万7000人のプロテスタント教徒が居住していたが、その割合は急激に減少し、現在は約2000人しかおらず、都市が永久的に分断されてしまう可能性に恐怖しているとされる。
しかし、地元のコミュニティや教会、政治指導者によるそれぞれの慣習に基づく努力で問題を解決しようとしていて、2006年10月に中心人物を共に招き、寛容さを促進するための会議が開催された。デリー・アンド・ラフォー教区に属するアイルランド国教会司教のドクター・ケン・グッド師はシティサイドに住んでいることを幸せに感じていると言っている上、「一部は感じているが、ここは自分の街であり、他のプロテスタント教徒にも全く同じことを感じることを奨励したい。」とも述べている。

## 経済

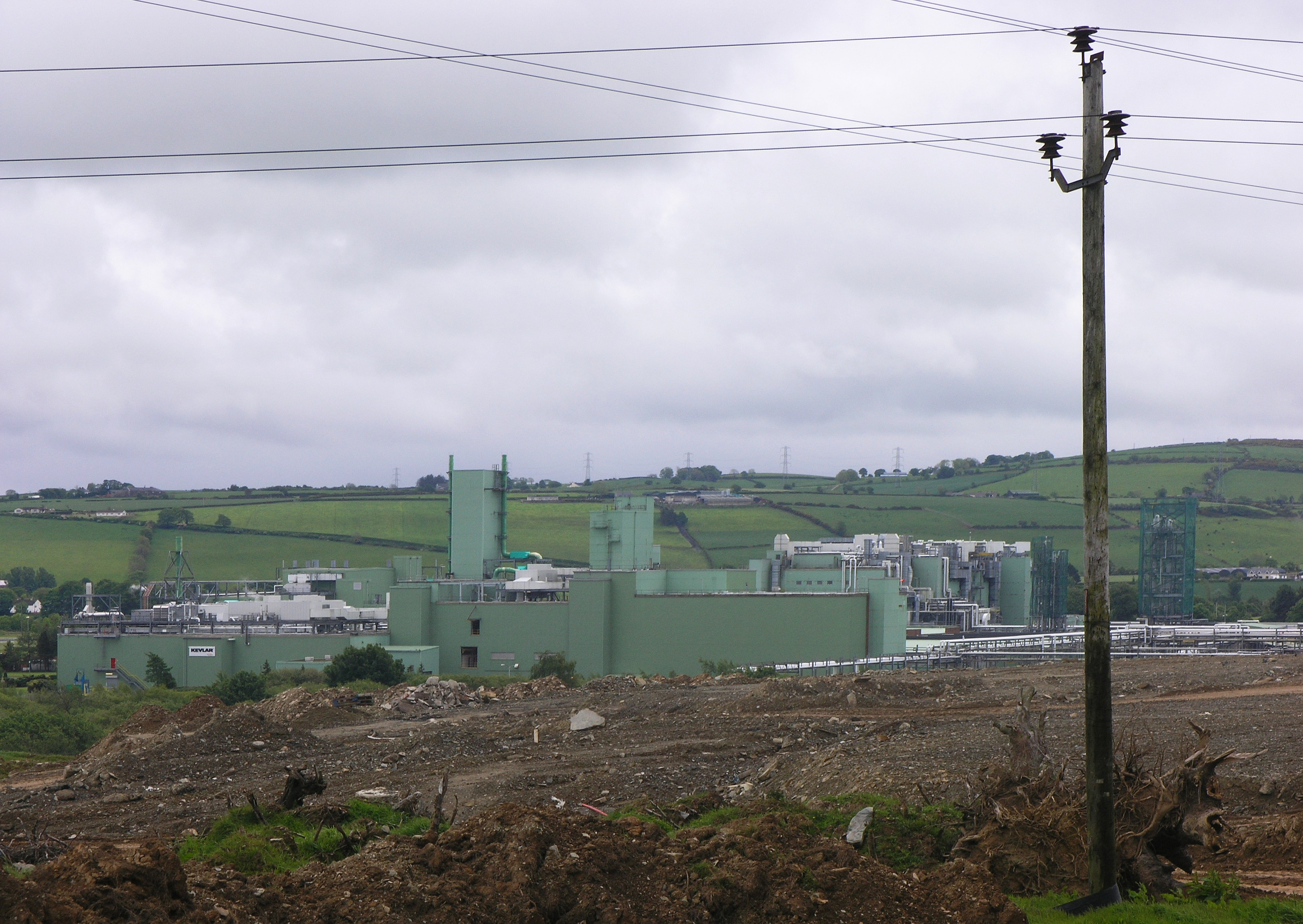
メイダウンにあるデュポン社の工場

### 歴史
この地域の経済は近年まで織物産業に依存していた。長年、男性の多くの失業率が高かったのに対し女性たちの多くはシャツの工場しか賃金の得られる働き口がなく、貴重な男性の流出に繋がっていった。この街でのシャツ製造は1831年にまでさかのぼり、ウィリアム・スコット一家が始め、グラスゴーにシャツを出荷していた。50年の間、衣料品が全世界に輸出される中でこの街でのシャツ生産はイギリスにおいて最も多い生産量を誇った。これはカール・マルクスの資本論で工場システムについて論じてる際にこの産業に関して次のように触れている。:

ロンドンデリーにあるティリー氏の工場では、自身の工場では労働者を1000人雇用するが、国中に散らばった9000人が自宅で内職している

この産業の最盛期は1920年代で約1万8000人が働いていたが、近年アジア製の安価な衣料品が主な原因として織物産業は衰退していった。
1958年にメイダウンに工場を置いたデュポン社はロンドンデリーで初めて工場を建設した欧州資本企業で歴史の長い外資系雇用者である。もともとネオプレンはメイダウンで生産していたが、その後ハイパロンを生産した。直近ではライクラやケブラーの生産を始めた。この工場で生産されるケブラーへの世界的に大きい需要のおかげで、この工場は最近世界的なケブラー生産を拡張するために4,000万ポンドの改築を行った。デュポンはメイダウンへ継続的に取り組く主な理由として「人件費の安さ、優れた交流、無関税、イギリスと欧州大陸への容易なアクセス」と述べている。

### 対内投資

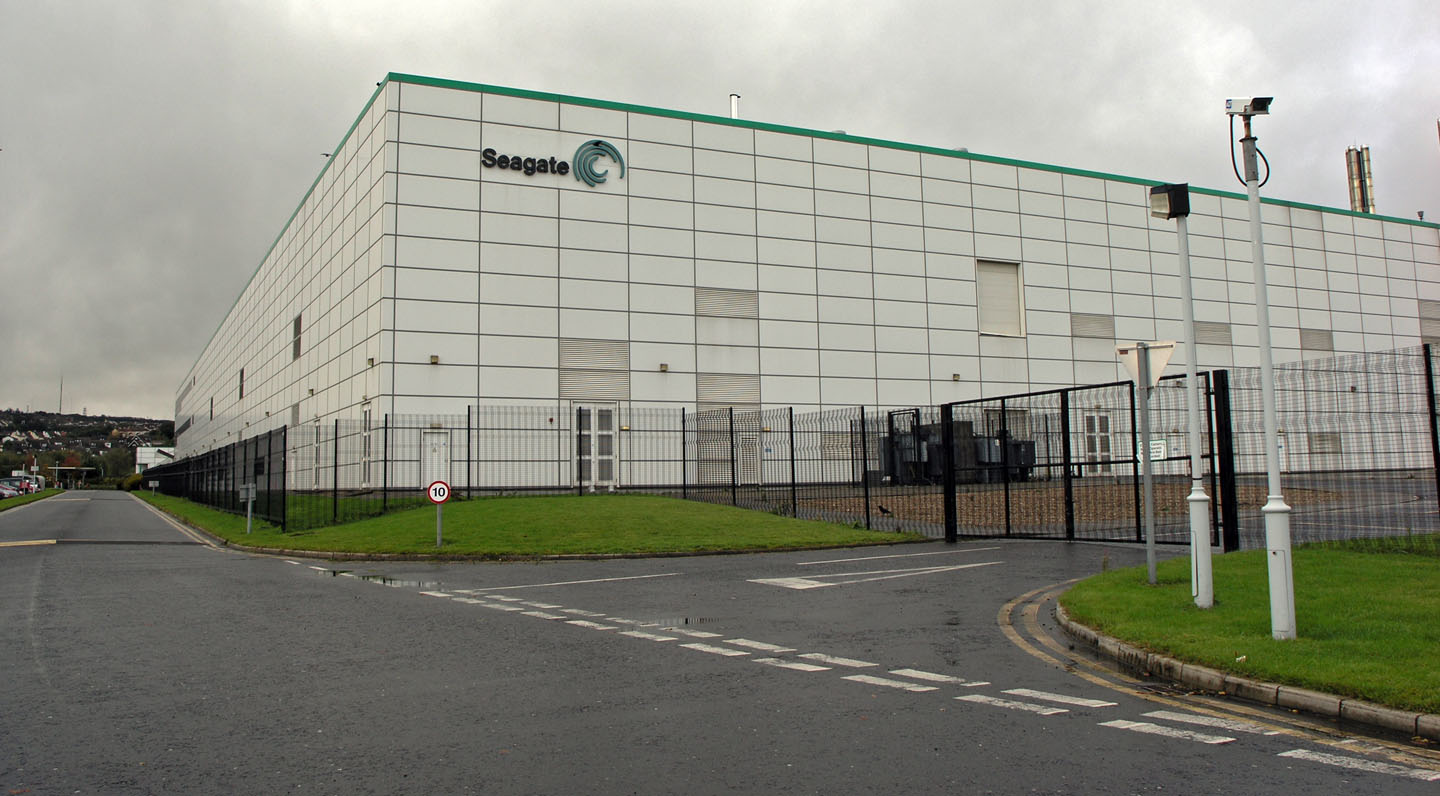
シーゲイトの生産工場

最近の15年間、市内での対内投資を増加させており、より最近ではデジタル産業に集中させている。現在規模で上位3社の民間企業雇用者がアメリカ企業である。1993年からスプリングタウン工場地区に工場を稼働しているシーゲイト・テクノロジーによるコールセンターや大規模投資などがこの街での経済的成功で、現在シーゲートは1000人以上雇用しており、ハードディスクドライブの読み書きヘッドの総必要数の半分以上を生産している。
最近かつ問題が起きている新たな雇用主がレイセオンで、1999年アルスター・サイエンス・アンド・テクノロジー・パークにレイセオン・システムズ・リミテッドを設立したが、一部住民は新たな雇用として歓迎したものの、同地域の他住民は軍需産業に深く関与する企業が提供する事業に反対した。フォイル・エシカル・インベストメント・キャンペーン(Foyle Ethical Investment Campaign)による4年間の反対運動によって、2004年デリー市議会は「A 'No – Go' Area for the Arms Trade」という軍需産業を受け入れない宣言を決議した。2009年、レイセオンは2010年で切れる土地契約を更新せず、事業を行う新たな場所を模索することを発表した。
市内で雇用主になっている多国籍企業にはインドのファーストソース、アメリカ合衆国のデュポン、インビスタ、ストリーム・インターナショナル、シーゲイト・テクノロジー、パーフェクシール、NTL、レイセオン、ノースブルック・テクノロジー、ドイツのアーンツ・ベルティング、インビジョン・ソフトウェア、イギリスのホームローン・マネジメントがある。大手地元資本企業には、北アイルランドの最大手個人経営企業で衣服の製造やソーシングを行っているデズモンド(Desmonds)、E&Iエンジニアリング、セイント・ブレンダンズ・アイリッシュクリームリカー、イギリスにおける倒産関連業務最大手の1社であるマッケンブリッジ・ダッフィーがある。
また、この街は西欧の基準による安価な労働力を提供しているが、評論家は北アイルランド産業開発委員会(Northern Ireland Industrial Development Board)が出した補助金は資金が続く限り仕事を得るための援助となったと論じている。これは1990年にリチャード・ニードハムによる北アイルランド政務次官への疑問に反映されていて、北アイルランドにおいてアメリカ企業による雇用創出に3万ポンド掛かったと論じられている。
この地域の投資決定で批判されることが多いのがアルスター大学マギー・カレッジの開発ではなくコルレイン近く（プロテスタントが多い）に新たな大学を建設するという決定で、その他政府による決定でこの都市に影響を与えたのはベルファスト郊外にあるクレイガボンに新たな町を建設することで、この都市の発展に再度悪い影響を与えるものだった。2005年10月においても主な公務員がベルファストに赴任するという仕事の契約という比較的貧困な北西部への偏見が露呈した。社会民主労働党党首でフォイル選挙区選出市議会議員のマーク・ダーカンはベルファスト・テレグラフにて次のように語っている。:

この事実は北西部に対する一貫とした過小投資でバン(Bann)西部を支援するために市民サービスを一部渋っているが、増加していると評価した場合を除き、我々と同等に扱っている。

2005年7月、アイルランドのブライアン・カウエン財務相は越境地域の経済成長を促進するためのジョイントタスクフォースを呼びかけた。これは国境地域のロンドンデリー県、ティロン県、ドニゴール県との密接な関係を意味していた。

### ショッピング

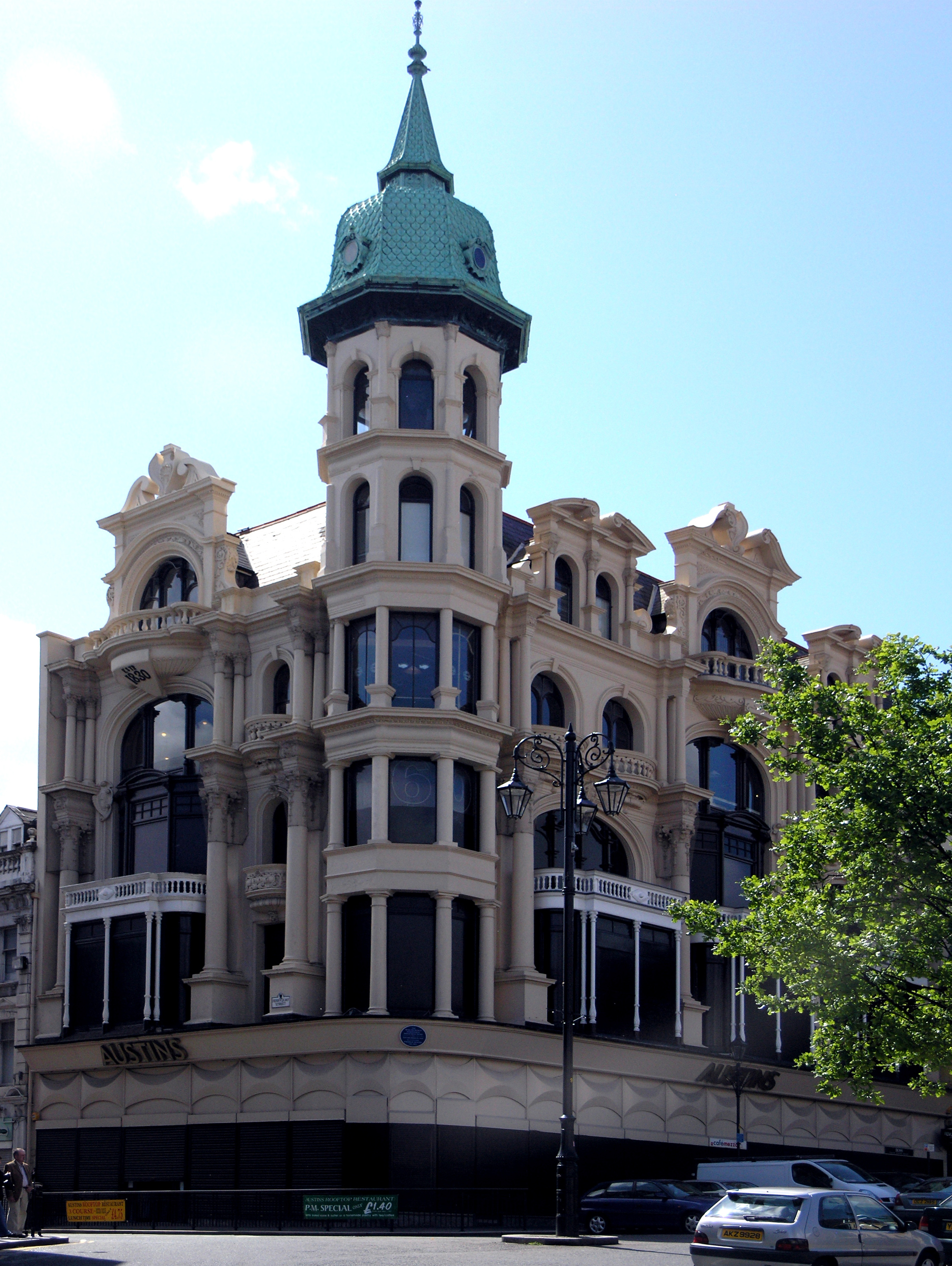
オースティンズ百貨店

市の北西部にある有数のショッピング地区は2つの大規模ショッピングセンターがあり、周辺のとおりに数多くの商店が軒を連ねていて、ティロン県、ドニゴール県といった県の多くからの買い物客で賑わっている。2009年におけるスターリング・ポンド安はロンドンデリーのような国境の街を国境からの買い物客にとって魅力的にした。
市の中心部には2つの主要なショッピングセンターがあり、フォイルサイドショッピングセンターには45軒の店舗に1,430台分の駐車場があり、リッチモンドセンターにも39軒の店舗がある。また、キーサイドショッピングセンター(Quayside Shopping Centre)もシティサイドに、リスネイゲルヴィンショッピングセンター(Lisnagelvin Shopping Centre)はウォーターサイドにある。これらのショッピングセンターだけでなく、地元資本や国内系、外資系の店舗も多い。さらにウォーターサイドにあるクレセント・リンク・リテール・パークにはホームベース、カリーズ・アンド・PCワールド（店舗が合体している）、カーペット・ライト、マプリン、アーゴス・エクストラ・トイザらス、ハルフォーズ、DWスポーツ（旧JJBスポーツ）、ペッツ・アット・ホーム、ネクストホーム、スターバックス、マクドナルド、テスコエクスプレス、M&Sシンプリー・フードといった多くの世界的チェーンストアが出店していて、開業から短期間で北アイルランドにおける2番目の規模を持つショッピングパークに急成長した（最大規模はリスバーンにあるスプルースフィールド）。アスダもこのショッピングパークにホームベースと共有する形でロンドンデリーに初出店する計画が承認され、セインズベリーズもクレセント・リンクに出店しようとしたが、環境大臣のアレックス・アットウッドによって却下された。
また、1830年に開業した世界最古の独立系百貨店であるオースティンズも市内にあり、エディンバラのジェナーズより5年、ロンドンのハロッズより15年、ニューヨークのメイシーズより25年先に開業している。オースティンズの5階建てエドワード様式建築物はザ・ダイアモンドとして知られる地域にある城壁都市内部に位置している。

## ランドマーク

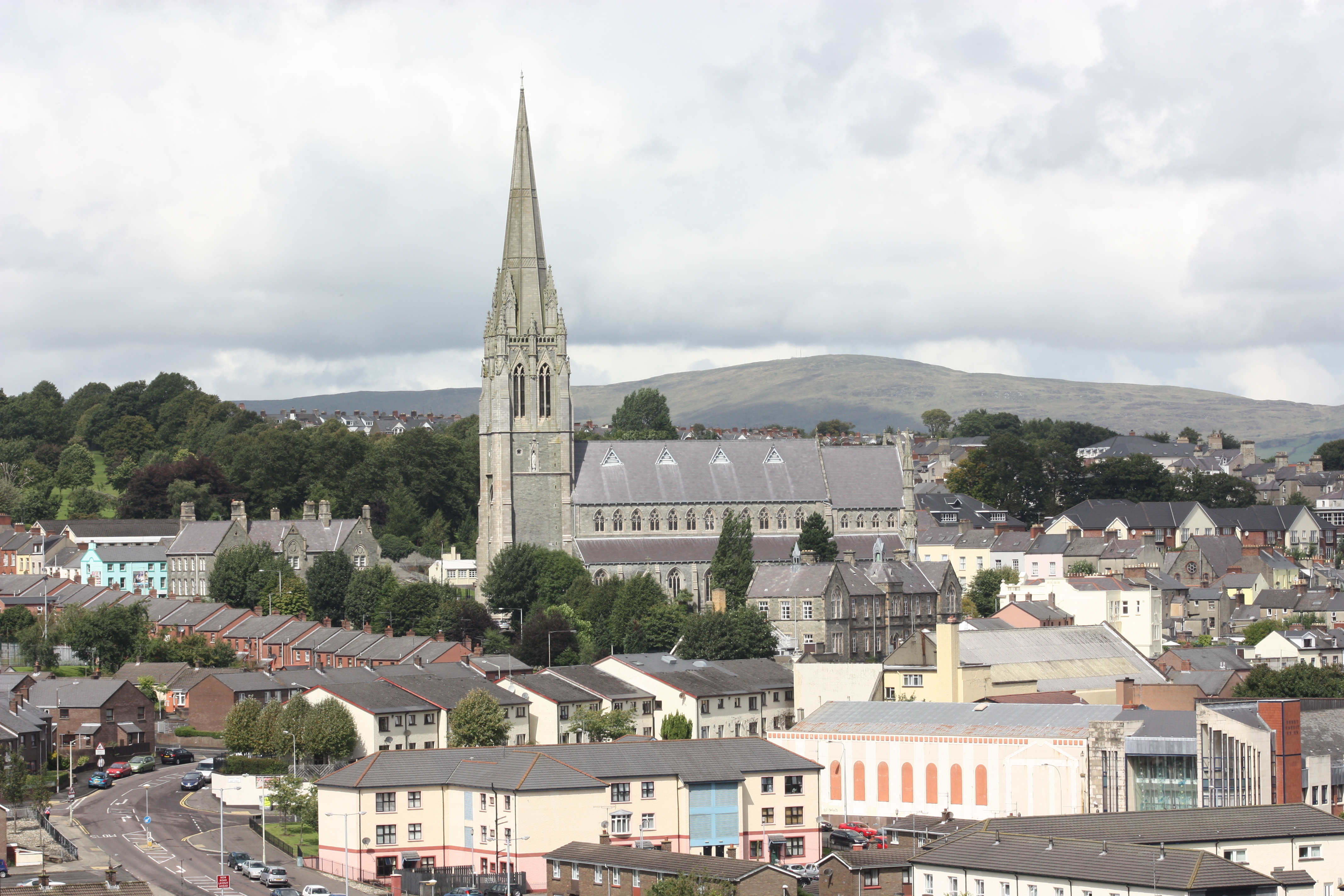
聖ユージーン大聖堂

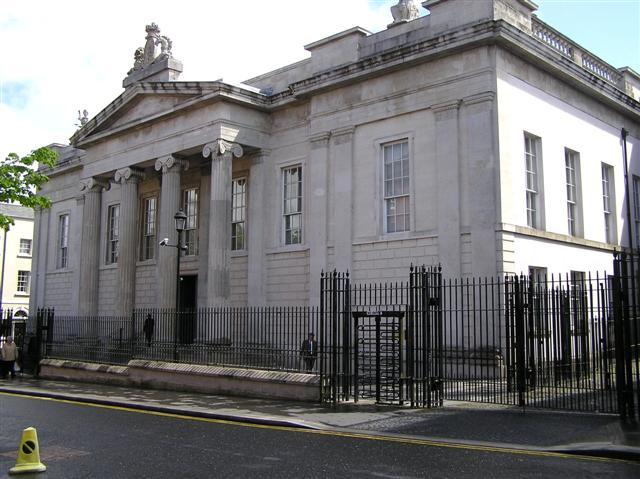
ビショップ・ストリート・コートハウス

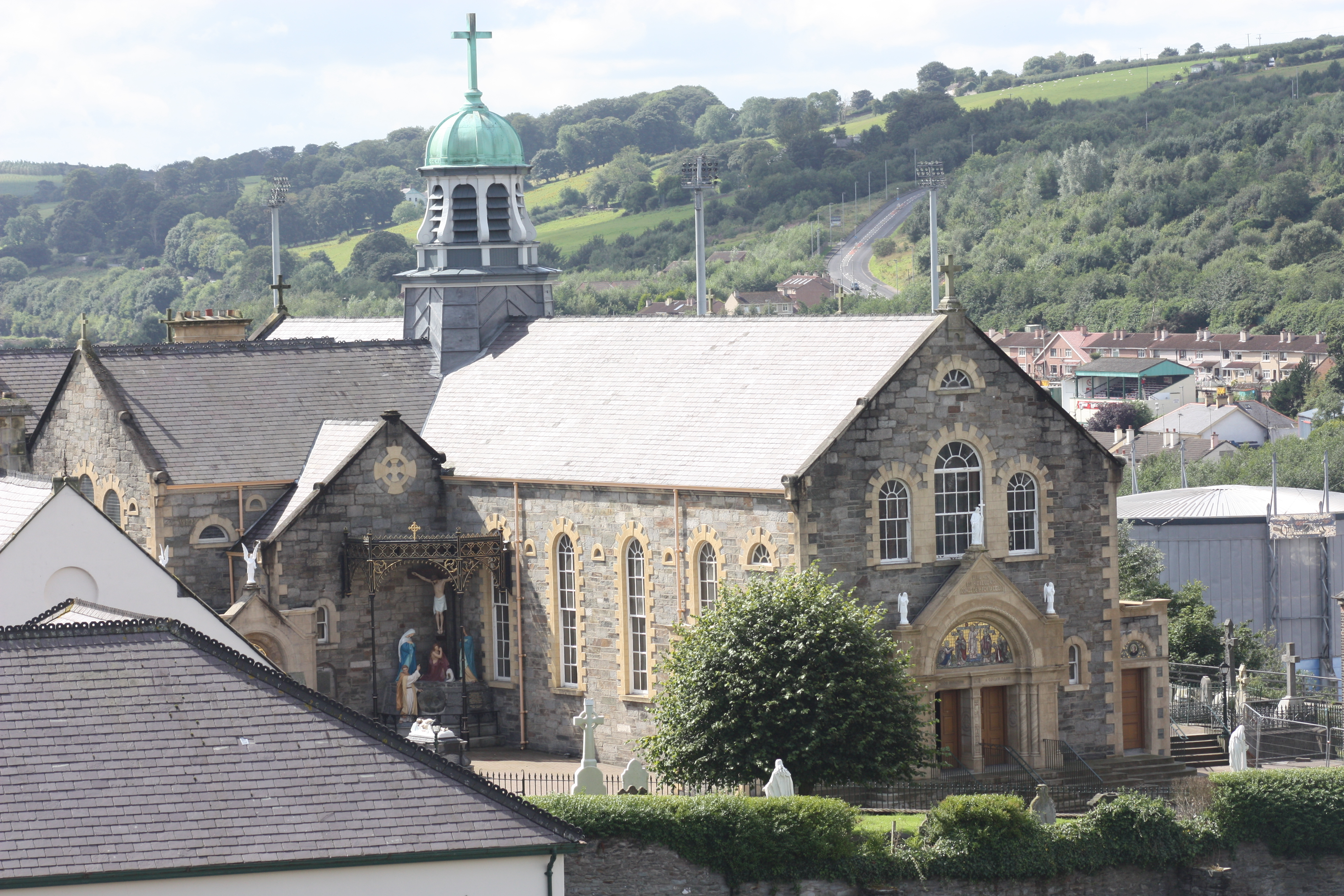
ロングタワー教会

ロンドンデリーは建築物でも名高く、現代の都市中心部にあるデリーの歴史的な城壁都市の正式な計画に帰することができ、これは大通り（シップキー通り、フェリーキー通り、ブッチャー通り、ビショップ通り）から城門までの格子線に現存している後期ジョージア式、ビクトリア式、エドワード式建築物群と共にあるダイアモンドの中心に配置されている。しかし、アイルランド国教会の大聖堂である聖コロンブス大聖堂は市の性格を補強する格子状パターンに従っておらず、聖公会の大聖堂として初めて宗教改革後に建てられた大聖堂である。ボグサイドにあるローマ・カトリックの聖ユージーン大聖堂は19世紀に建設されていて、市内における別の主要な建築物になっている。タウンスケープ・ヘリテージ・イニシアチブは主要登録建築物やその他古い構造物の修復作業に資金援助している。
街の建設から三世紀の間、城壁は都市が変化することによる需要を満たすように適応されており、もっとも良い適応例は19世紀のうちにキャッスル・ゲート、ニュー・ゲート、マガジン・ゲートという3つの門を城壁に新設したことである。今日、要塞は都市中心部周辺を囲う途切れのない遊歩道を形成している上大砲が完全な形で装備されていて、成熟した樹木の通りがありロンドンデリー全体を見渡せる。城壁の中にある歴史的建造物には元々修道院があった場所の近くにある聖オーガスティン教会、世界最古の百貨店と言われていて銅製の円屋根があるオースティン百貨店、ビショップ通りには堂々とした貫禄のあるグリーク・リバイバル・コートハウスがある。赤レンガでできている後期ビクトリア建築のギルドホールも銅製の円屋根で覆われていて、ちょうどシップキー・ゲートの向こうにある水辺空間の近くにある。
また、数ある博物館やその他市内や周辺の名所として、フォイル・バレー・レイルウェイ・センター、アメリア・イアハート・センター、ワイルドライフ・サンクチュアリー、徒弟少年団メモリアルホール、バリーオーン墓地、ザ・ボグサイド、ボグサイド・アーティスツによる数多くの壁画、デリー・クラフト・ヴィレッジ、フリー・デリー・コーナー、オドアティ・タワー（現在タワー博物館の一部になっている）、ギルドホール、ハーバー博物館、フリー・デリー博物館、チャプター・ハウス博物館、ワークハウス博物館、ナーブ・センター、聖コロンブスパーク・アンド・レジャーセンター、聖ユージーン大聖堂、クレガン・カントリー・パーク、ザ・ミレニアム・フォーラム、フォイル橋やクレイガヴォン橋といった橋梁がある。
他の魅力として、博物館や活況を呈するショッピングセンターがあり、ジャイアンツ・コーズウェー観光でも知られるが約80km離れていて公共交通機関が貧弱である。ロンリープラネットは2013年にロンドンデリーを世界で最も良い都市の4位に選出した。
未来に向けた都市計画として、ウォールド・シティ・シグネイチャー・プロジェクトでは城壁を世界的な観光資源にしようと計画されている。アイレックス・アーバン・リジェネレーション・カンパニーは複数のランドマーク再開発事業を手がけていて、市の中心部にある2つの英国陸軍旧兵舎を管理している。

## 交通

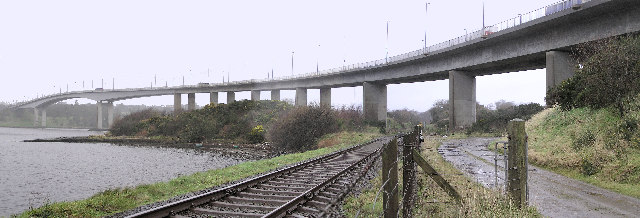
フォイル橋を渡るロンドンデリー発ベルファスト行きの鉄道路線

交通網は市や県全体に行き渡っている古いものや新しいもの入り混じった道路や鉄道の複雑な路線網で成り立っている。市の道路網はクレイガボン橋とアイルランド島で一番長いフォイル橋というフォイル川を渡る2つの橋を使っている。また、ロンドンデリーはドニゴール県近辺の観光にとって主要な交通拠点となっている。
ロンドンデリーは北アイルランドにおいて第2の都市（アルスターの全都市においても2番めに大きい）になっているにもかかわらず、他都市への道路や鉄道の接続は都市の規模に見合わないほど劣っている。多くの企業経営者は政府による都市やインフラへの投資がひどく不足していると主張していて、原因として市の近隣、特にカトリック教徒が多いバン川西岸地区に対するセクト主義的偏見と指摘している。さらにダブリンやベルファストへ直接行かれる自動車道も存在しない。ベルファスト行きの鉄道路線も長年にわたって劣化していて、現在産業が頼っている道路の有効な代替手段になっていないため、地区内や周辺にある劣化した交通インフラに1億ポンド投資する計画がある。また、ベルファスト合意の一環として承認されたA5号線を改良でダブリンまで接続する計画やセント・アンドリュースでの交渉は最近の経済危機でアイルランド共和国政府が予算投入しなかったため頓挫した。

### バス路線
北アイルランドにおけるほとんどの公共交通機関はトランスリンクの子会社によって運営されている。当初の市内路線バスはアルスターバスが運営していて現在は同じ北アイルランドにある他の町行きの路線を運営している。現在市バスはアルスターバス・フォイルが運営しているのと同時に、トランスリンク・メトロは現在ベルファストの路線バスを運営している。アルスターバス・フォイルは、イージバス(Easibus)が運営しているウォーターサイドとドラマホーを結ぶ路線を除く市内と郊外を結ぶ13の路線でバスを運行していて、レイルリンクバスがウォーターサイド駅から市中心部行きの無料バスを運行している。全てのバスは市中心部にあるフォイル・ストリート・バスステーションから出発している。
フォイル・ストリート・バスステーションからアイルランド島中の目的地に行く長距離バスがあり、国境を超える路線はアルスターバスとバス・エールンの両社が運営している。かつてラフ・スウィリーがドニゴール県行きのバスを運営していたが、会社が清算されたため運営を終了した。また、メイデン・シティ・フライヤーと呼ばれる毎日30分単位でベルファストに行く路線がありゴールドライン・エクスプレスの旗艦路線である。1時間単位でストラバン、オマー、コルレイン、レタケニー、バンクラナに行く路線や、スライゴ、ゴールウェイ、シャノン空港、リムリックへ毎日運行する路線もある。

### 空路
イグリントン近くにある公営のシティ・オブ・デリー空港は近年躍進を見せており、滑走路の拡張への投資やターミナル改築計画が存在する。
メイダウンと空港があるイグリントンを結ぶA2号線は最近中央分離帯を設けた高速道路になった。シティ・オブ・デリー空港はドニゴール県、ロンドンデリー県、ティロン県だけでなくロンドンデリー自身にとって主要な地域空港となっている。
ライアンエアーがバーミンガム国際空港、グラスゴー・プレストウィック空港、リバプール・ジョン・レノン空港、ロンドン・スタンステッド空港行きの通年定期便やアリカンテ、ファロ行きの夏季限定便を運行していて、2014年にはTUIフライ・ドイッチュラントがマヨルカ島行きの夏季チャーター便を運行した。

### 鉄道
ノーザン・アイルランド・レイルウェイズ (N.I.R.)はウォーターサイドにあるロンドンデリー駅（別名ウォーターサイド駅）からコルレイン駅、バリーマネー駅、バリーメナ駅、アントリム駅、モズリー・ウエスト駅、ベルファスト・セントラル駅を経由してベルファスト・グレート・ヴィクトリア・ストリート駅へ行く路線を運営しているが、1990年代に劣化が目立つようになったため予算を投入して改善した。
2008年、地域開発省(Department for Regional Development)はロンドンデリーとコルレイン間の線路を再敷設し、輸送量を増加させるために列車交換線を新設し、2両の気動車を導入することで列車数を増やす計画を発表した。この8,600万ポンドの計画でベルファストへの所要時間を30分削減し、通勤電車が朝9時より前までに到着できるようになるとしている。多くの人が鉄道を利用しないのは市中心部同士を1時間40分で結ぶアルスターバス・ゴールドライン・エクスプレスよりも2時間以上所要時間がかかるためである。

#### 鉄道史

1906年時点のアイルランド島の鉄道網

20世紀前半の間は市内からアルスター地域のほとんどの都市を4つの異なる鉄道で接続していて、他の4路線に接続する港湾鉄道網もあった。さらに、フォイル川のシティサイドではトラムウェイも運行していた。

##### 19世紀、20世紀の発展
ロンドンデリーで初めて運行された鉄道はアイルランド軌間(5 ft 3 in (1,600 mm))であるロンドンデリー・アンド・エニスキレン鉄道 (L&ER)で、1845年に建設が開始され、一時的な駅としてフォイル川のシティサイドにロンドンデリー・カウ・マーケット駅が置かれ、1847年にストラバーンにまで達し、1850年にカウ・マーケット駅から恒久的な終点であるフォイルサイドまで延長、1852年にオマーまで、1854年にエニスキレンまで達したが、1883年にグレート・ノーザン鉄道に吸収された。
ロンドンデリー・アンド・コルレイン鉄道 (L&CR)もアイルランド軌間であり、1852年に終点であるウォーターサイドまで達して開業した。ベルファスト・アンド・ノーザン・カウンティーズ鉄道が1861年にこの路線をリースし、1871年に引き継いだ。
1863年にロンドンデリー・アンド・ラフ・スウィリー鉄道(L&LSR)がラフ・スィリーのファーランド・ポイントと一時的な終点であるペニーバーン間で開業し、1866年にペニーバーンから恒久的な終点であるグレイビング・ドックまで延長された。L&LSRは1885年までアイルランド軌間だったが、レターケニー鉄道が乗り入れるにあたり3 ft  (914 mm)の狭軌に改軌された。
1867年にグレイビング・ドックからミドル・キー経由でフォイル・ロード駅へ繋ぐロンドンデリー港湾施設委員会鉄道 (LPHC)が開業し、1868年に新しいカーライル橋を渡る形でウォーターサイド駅まで延伸した。このカーライル橋は1933年に二重橋であるクレイガボン橋に置き換えられ、LPHC鉄道は下部を通ることになった。
1900年に3 ft  (914 mm)の軌間であるドニゴール鉄道がストラバーンからロンドンデリーまで延伸し、ヴィクトリア・ロード駅に終点が設けられたが、ヴィクトリア・ロード駅はカーライル橋の隣にあり、LPHC鉄道の連絡駅だった。LPHC線はドニゴール鉄道やL&LSR間だけでなくアイルランド軌間のGNRやB&NCR間の通行が可能になる3 ft  (914 mm)の軌間に対応した三線軌条に改造された。1906年、ノーザン・カウンティーズ委員会 (NCC、B&NCRの後継)とGNRは県鉄道を共同で傘下に収め、県鉄道合同委員会 (CDRJC)を立ち上げた。
イギリス政府は県最奥部までの長距離鉄道を建設するためにL&LSRとドニゴール鉄道を買収し、1905年までに県のほとんどに鉄道を張り巡らせロンドンデリーやストラバーンを県の主要鉄道ハブ都市にした。
1897年にシティ・オブ・デリートラムウェイが開業、標準軌 (1,435 mm (4 ft 8+1⁄2 in))の馬車鉄道として運行され電化されることはなく、全長2.4kmの単線のみでフォイル川のシティサイド沿いに走り、LPHCの川側にある鉄道と平行していたが、1919年に運行を終了した。

##### 20世紀の衰退
1922年のアイルランド島分割によって県は外国の領土になったため取引パターンが変わり鉄道に損害を与え、コルレイン駅行きのNCC路線を除くロンドンデリーを起終点とする路線ごとに国境標識を設置せざるを得なかった。L&LSRもペニーバーンとブリッジ・エンド間で、CDRJCはストラバーンをちょうど越えたあたりで、GNR線はロンドンデリーとストラバーンの間を2度も国境をまたぐようになった。また、税関検査での停車で列車の遅れが大きくなり、時間管理で揉めるようになっていった。
数年後、税関に関する二国間協定が結ばれ、ロンドンデリーを起終点とするGNRの列車はフォイル川西岸の駅への定期便で無い限を検査なしでアイルランド自由国を通過できるようになり、全路線上の荷物も北アイルランドの保税倉庫の管理に入ること無くアイルランド自由国の異なる場所との間で輸送できるようになったが、税関検査でによる物流の遅延は続いていた。
1920年代、1930年代、そして第二次世界大戦後と鉄道は道路との競争激化に直面するようになり、1953年にL&LSRが、1954年にCDRJCが廃線した。アルスター交通局 (UTA)は1949年にNCCを、1958年にGNRの北アイルランドにある路線を買収した。さらにLPHCの路線も買収したが1962年に廃線となった。1963年に北アイルランド政府によって承認されたベンソン報告書に従ってUTAは1965年にGNRのロンドンデリー行きの路線を廃止した。
1965年以降ロンドンデリーに接続する路線はL&CRの路線のみとなった。故にロンドンデリーとベルファスト間の旅客輸送のみならず、CIÉによる貨物輸送も県向けにロンドンデリーを起終点して活用している。

### 道路網
2010年に、道路への北西部の歴史上最大規模の投資として「メイダウンとシティ・オブ・デリー空港間を結ぶ、中央分離帯のあるA2号線の広大橋梁(A2 Broadbridge Maydown to City of Derry Airport dualling)」を建設するプロジェクトの実行、「ロンドンデリーとダンギブン間のA6号線中央分離帯新設計画(A6 Londonderry to Dungiven Dualling Scheme)を発表、ベルファストへの所要時間を短縮することが可能になるという。後者のプロジェクトは北アイルランドの最大級都市間をデュアル・キャリアージウェイで結ぶことに一歩近づいた。3億2,000万ポンドの建設費で2016年の完成を目指す。
2006年10月、アイルランド政府は北アイルランドに1億ユーロの投資をすることや、「A5号線ウェスタン・トランスポート・コリドール」というA5号線のロンドンデリー - オマー - オーナクロイ (– ダブリン)間全長約90キロメートル (56マイル)を標準的なデュアル・キャリアージウェイにするプロジェクトを計画しているプロジェクトの1つとして発表した。
これら2つの別々のプロジェクトはどの時点で繋がるかは未だに不明だが、この2つの路線間を繋ぐ形に関し言及があり、2008年6月、地域開発相のコナー・マーフィーはA5号線とA6号線の接続が実現可能かどうか調査することを示唆した。また進めるべきプロジェクトとしてドラマホーからロンドンデリーの南東部を通ってプレヘン南部へ行く路線の実現可能性が最も高いとされる。

### 海運
リサハリーにあるロンドンデリー港はイギリスにおいて最西端の湖で30,000トンの船舶が寄港できるキャパシティを持つ。ロンドンデリー港湾施設委員会 (LPHC)は2008年3月末に過去最高の売上高、利益、トン数の数値を記録したと発表した。この数値は2000年から2007年にかけて2,200万ポンドの大規模設備投資を行った結果だった。

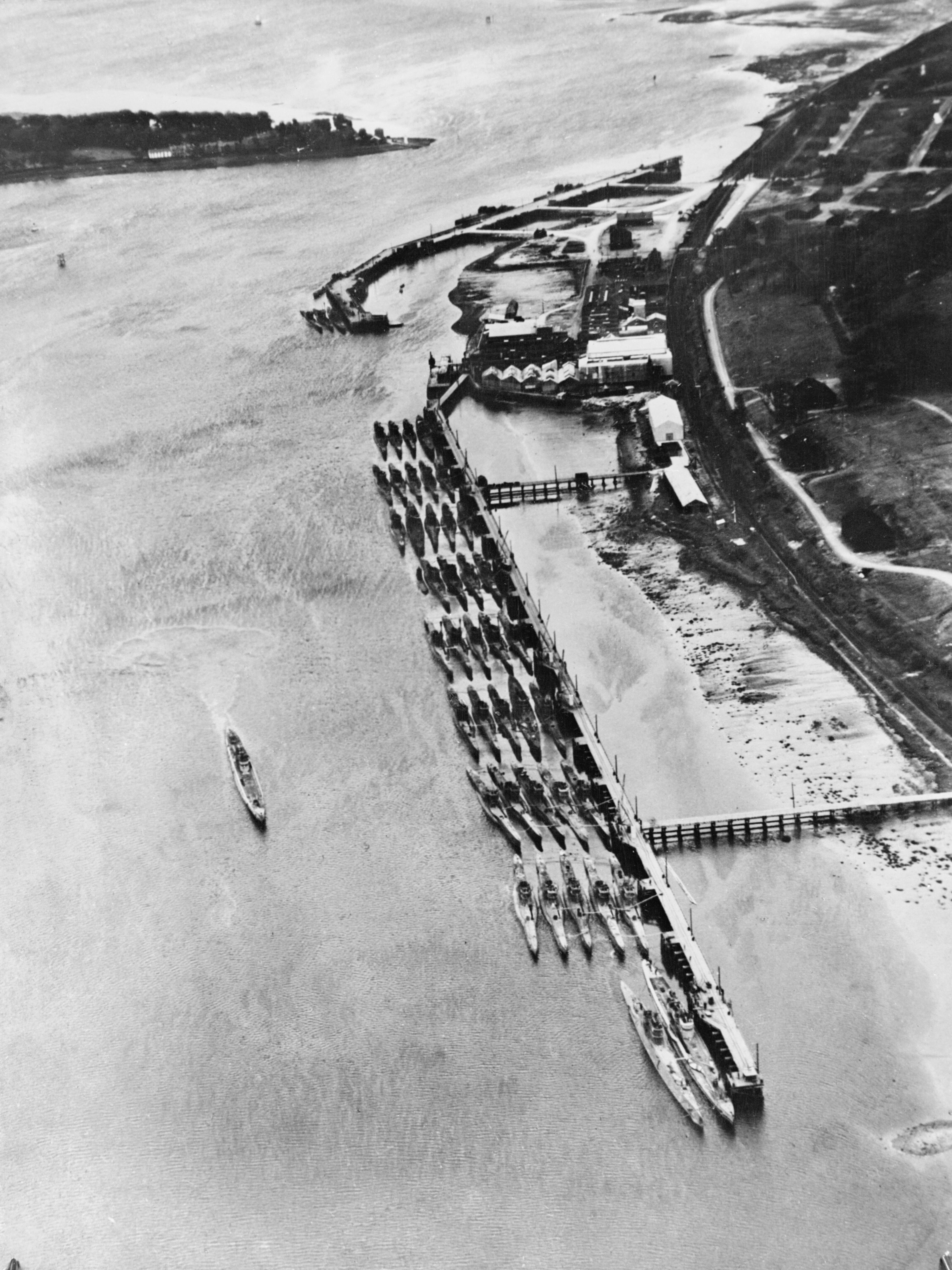
リサハリーに停泊する降伏したドイツ軍Uボートの集団

第二次世界大戦中、最も長期間の作戦だった大西洋の戦いにおいて連合軍にとってもっとも重要な港湾施設で、1945年5月8日に降伏したドイツ軍のUボートの集団がリサハリーに停泊した。

### 内陸水路
干満のあるフォイル川はロンドンデリーの海岸から約16kmの内陸部まで航行可能である。1796年に開業したストラバーン運河はさらにストラバーンへ南方6kmまで航行していたが、1962年に廃止された。

## 教育

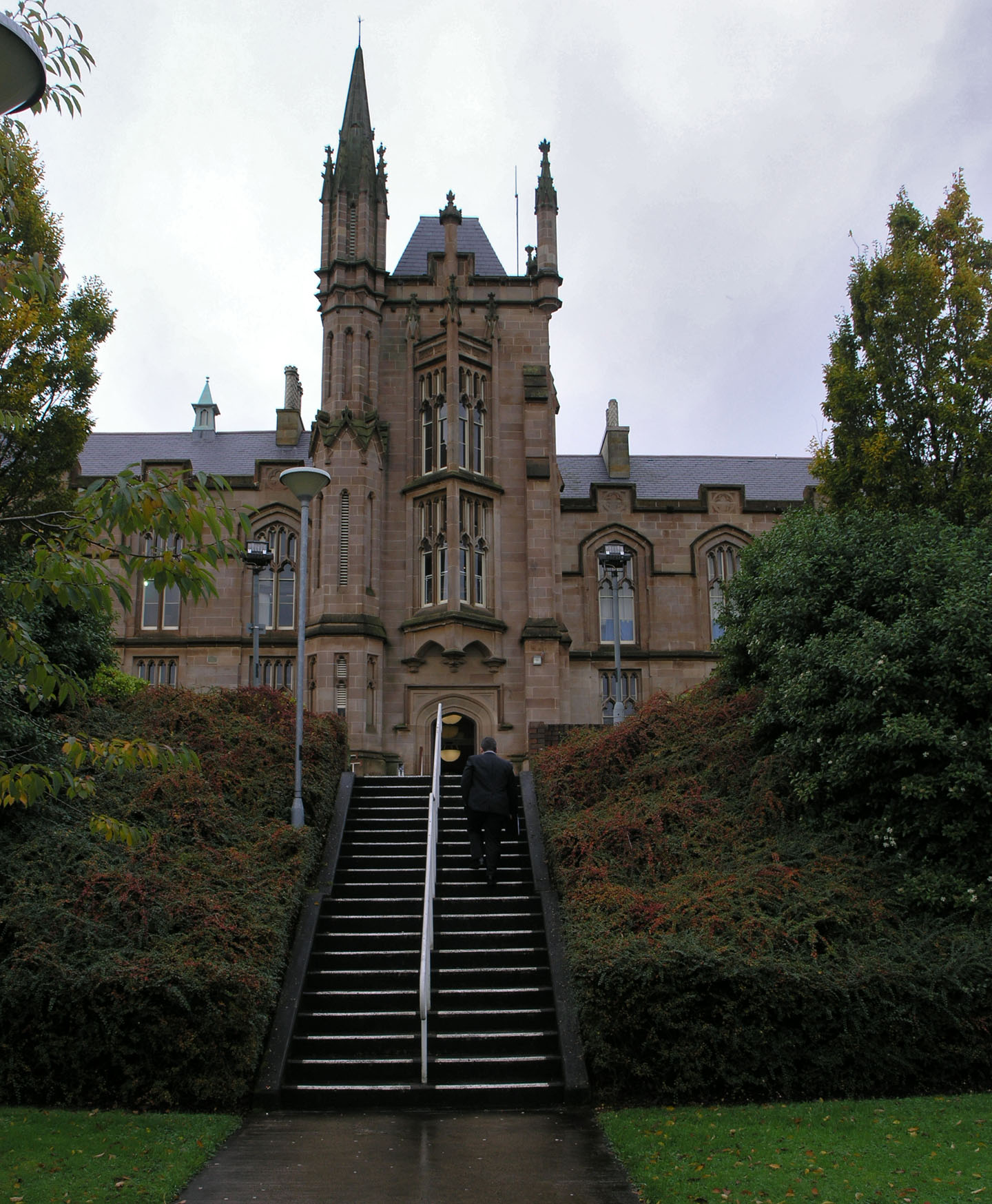
1969年にマギー・カレッジはアルスター大学のキャンパスになった

ロンドンデリーにはかつてのマギー・カレッジであるアルスター大学マギー・キャンパスがある。しかし、ロックウッドによるロンドンデリーではなくコルレインに北アイルランド第2の大学を設置するという1960年代の決断は最終的にThe Troublesに発展する公民権運動を煽る結果になった。ロンドンデリーは1世紀以上の歴史を持つマギー・カレッジがあるなど高等教育と密接な関係を持つ街という事実があった。1980年代中頃のいい加減な試みはマギー・カレッジをアルスター大学のキャンパスに転換することでこの間違いを正すことになったが、ロンドンデリーで最大限に盛り上がっていた独立系大学の創設を求める声を抑えることに失敗した。
同じ市内にあるノースウェスト・リージョナル・カレッジは近年成長しており約3万人が在学している。
北アイルランドにおける2校の最も古い中等学校の1校がロンドンデリーにあるフォイル・アンド・ロンドンデリー・カレッジであり、1616年にマーチャント・テイラーズが創設し人気校として定着している。他の中等学校には聖コロンブス・カレッジ、聖セシリア・カレッジ、聖メリー・カレッジ、聖ジョセフ少年学校、リズニール・カレッジ、ソーンヒル・カレッジ、ルーメン・クリスティ・カレッジ、聖ブリギッドカレッジがある。また小学校も多数市内にある。

## スポーツ
本拠地とするクラブやチームがあり、サッカーやゲーリックフットボールの人気が高い。

### サッカー

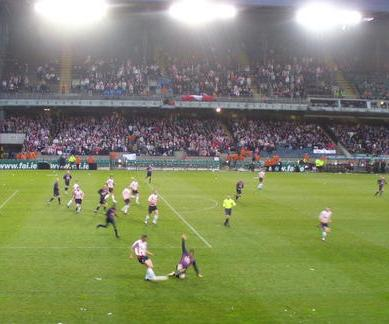
デリー・シティとセント・パトリックス・アスレティックFCの試合。2006年のFAIカップ決勝戦。

サッカーにおいて市内でもっとも有名なクラブはリーグ・オブ・アイルランド所属のデリー・シティ、NIFLチャンピオンシップ所属のインスティテュートFC、北アイルランドインターメディエイトリーグ所属のオックスフォード・ユナイテッド・スターズFCである。デリー・シティ、インスティテュート、オックスフォード・ユナイテッド・スターズは国（カントリー）単位のリーグに所属していて、他のクラブは市単位のリーグに属している。ロンドンデリーのローカルリーグはデリー・アンド・ディストリクトリーグといい、リンカーン・コーツ、ドン・ボスコス、トロージャンズFCやBBOB (ボーイズ・ブリゲート・オールド・ボーイズ）といったノースウェストのチームといった市内や周辺のチームが参加している。また、フォイルカップという毎年市内で開催しているユースサッカートーナメント大会では、ヴェルダー・ブレーメン、IFKヨーテボリ、フェレンツヴァーロシュTCといった多くの有名クラブが参加した。

### ゲーリックフットボール

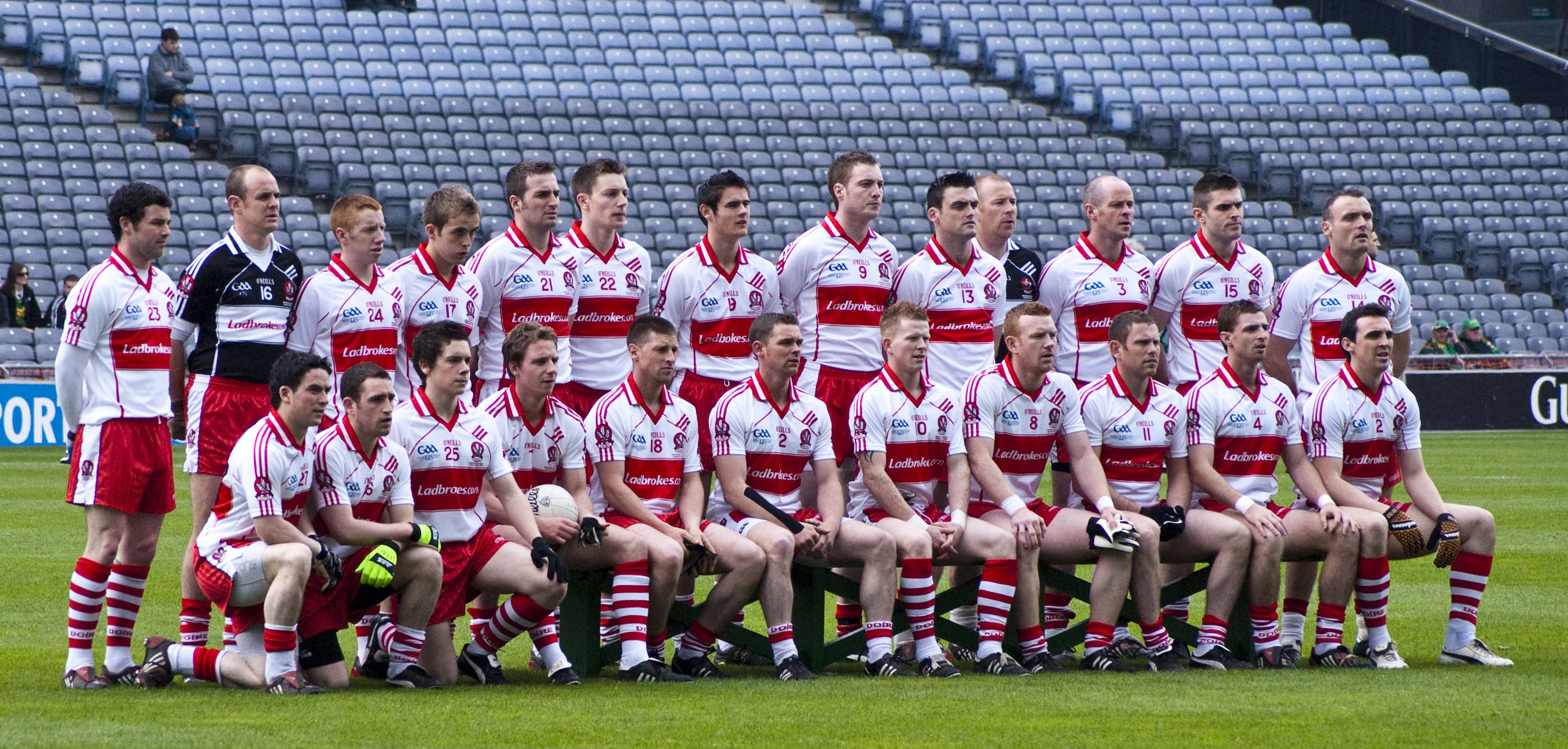
2009年ナショナルフットボールリーグファイナル時のデリーGAA

ゲーリックフットボールのチームであるデリーGAAは県のチームとしてゲーリック体育協会のナショナルフットボールリーグ、アルスター・シニアフットボール・チャンピオンシップ、全アイルランドシニアフットボール選手権に参戦していて、同じトーナメントに参戦しているフィールドハーリングチームも持っている。市内や市周辺にはゲーリックゲームズクラブが多く存在していて、例としてナ・マグハCLG、スティールズタウンGAC、ディレ・コルムシルCLG、ショーン・ドランズCLG、ナ・ピアーサイCLG・ディレ・トラスナ、スロートマナスGACがある。

### ラグビーユニオン
ラグビーユニオンの人気も非常に高く、市中心部から遠くない場所にシティ・オブ・デリー・ラグビー・クラブがある。2009年にアルスター・タウンズ・カップとアルスター・ジュニアカップで優勝している。また市郊外のドラマホーを本拠地とするロンドンデリー・YMCA RFCというラグビークラブもある。

### バスケットボール
市を本拠地とするバスケットボールクラブはバスケットボール・ノーザンアイルランドのシニアとジュニアのリーグに所属しているノーススター・バスケットボールクラブのみである。

### クリケット
クリケットもウォーターサイドを中心に人気がある。市内にはブリゲイド・クリケットクラブとグレンダーモット・クリケットクラブの2クラブがあり、ノースウェストシニアリーグに所属している。

### ゴルフ
ゴルフの競技人口も多く、市内にはシティ・オブ・デリー・ゴルフクラブとフォイル・インターナショナル・ゴルフセンターの2つのゴルフクラブがある。

## 文化

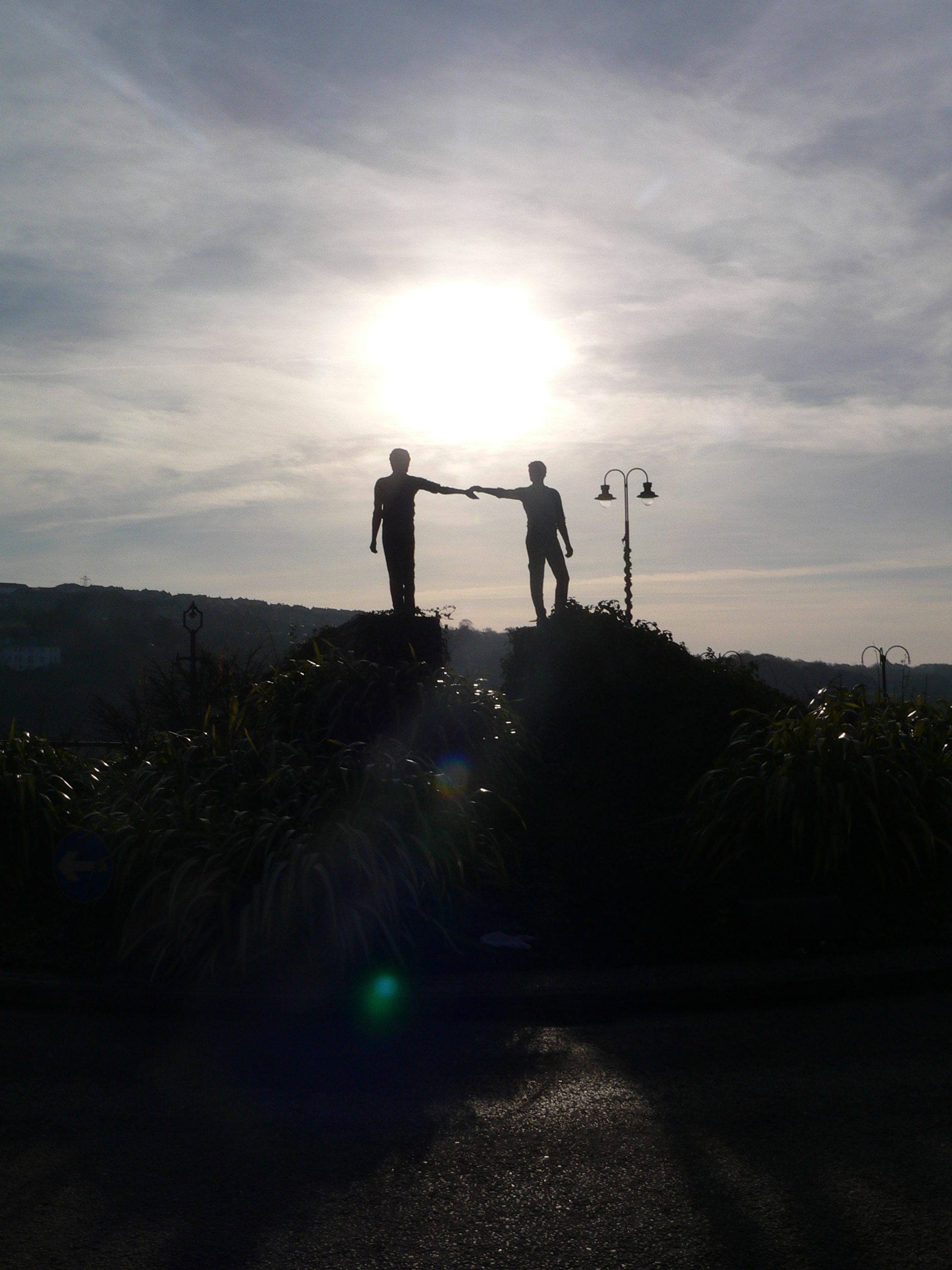
モーリス・ハロンによる彫刻「Hands Across the Divide」

近年ロンドンデリーや周辺の田園地帯はノーベル賞を受賞した詩人のシェイマス・ヒーニー、同じく詩人のシーマス・ディーン、脚本家のブライアン・フライエル、作家、音楽評論家のニック・コーン、アーティストのウィリー・ドハティ、社会・政治評論家のイアモン・マッキャン、アンダー・トーンズといったバンドなどがもたらした芸術で有名になっている。ボグサイド・アーティスツによる政治的な巨大切妻型壁画、フリー・デリー・コーナー、フォイル映画祭、デリー・ウォールズ、聖ユージーン大聖堂、聖コロンブス大聖堂、毎年開催されるハロウィーン・ストリート・カーニバルも有名な観光資源となっている。2010年、PRS for Musicにイギリスにおける「最もミュージカルな都市」で10位に選出された。

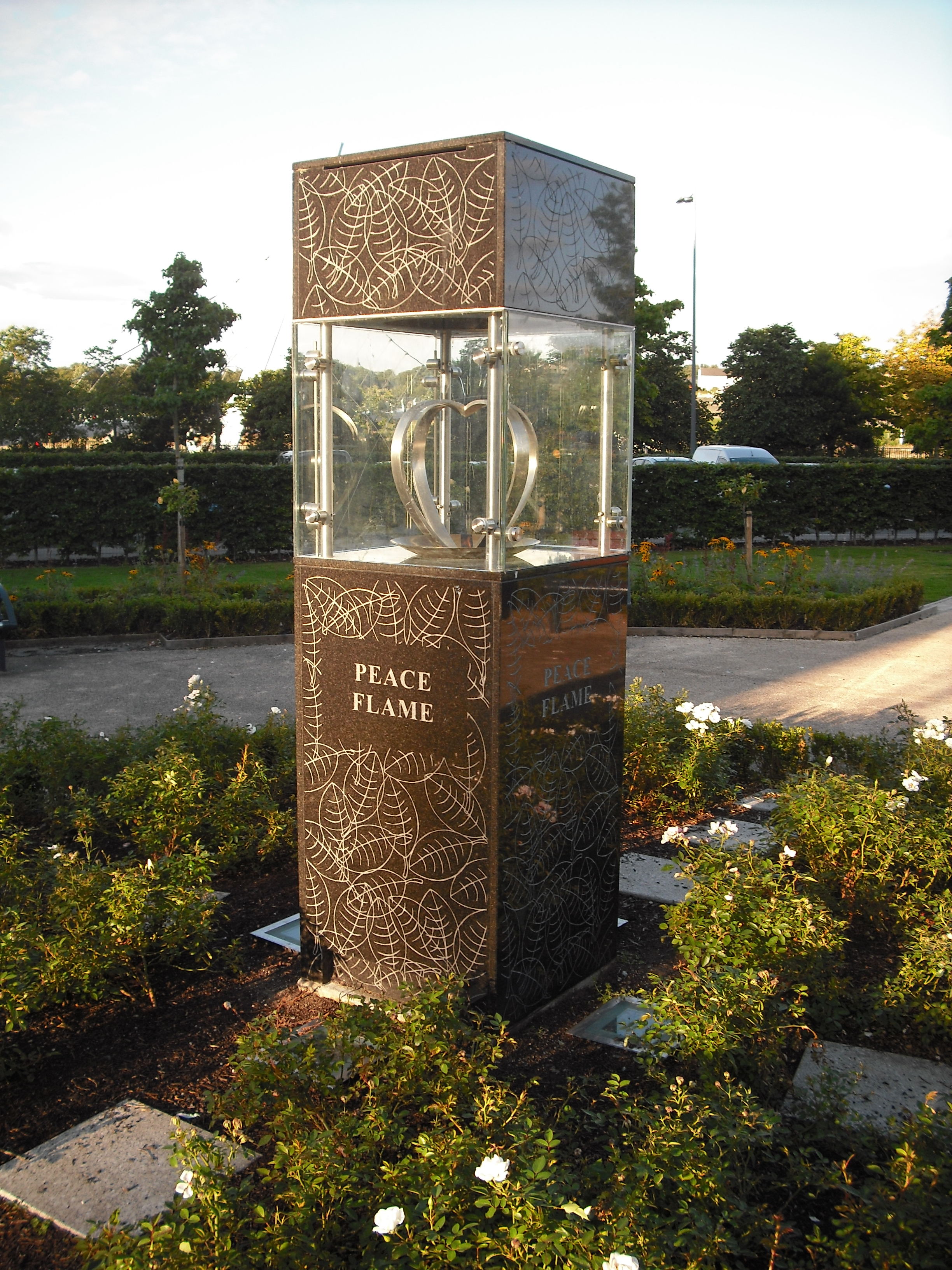
2013年5月にお披露目されたピース・フレーム・モニュメント

2013年5月、恒久的に設置されたピース・フレーム・モニュメントの除幕式がマーティン・ルーサー・キング3世と長老派教会牧師のデヴィッド・ラティマーによって執り行われた。市内に住むカトリックとプロテスタントの子どもたちが点火した灯火は世界中で15個しかない灯火の1つである。

### メディア
地元紙としてデリー・ジャーナル（1880年までロンドンデリー・ジャーナル）やロンドンデリー・センチネルがあり、この都市において分裂した経緯がある。ジャーナルは1772年創刊でアイルランドにおいて2番目に古い新聞である。ロンドンデリー・センチネルはジャーナルの新オーナーがカトリック解放令を受け入れたことにより編集者が退社し1829年にセンチネルを設立した。数多くのラジオ局の受信も可能であるが、市内にある大手のラジオ局はBBCラジオ・フォイルと民放のQ102.9である。かつてC9TVという地元テレビ局があり、北アイルランドにおいて2つしかないローカルもしくは視聴が限られたテレビ局だったが2007年に閉局した。

### 夜遊び
ロンドンデリーの夜遊びとして複数のバーや平日の間に「学生ナイト」を行うクラブがあり、主に週末盛り上がっている。ウォータールー通りやストランド道路が主な夜遊びの場となっていて、急勾配なウォータールー通りには伝統的なアイルランド風のパブや現代風のパブが軒を連ねていて、夜間にロックや伝統音楽のコンサートが開催されることが多い。また、ロンドンデリーは周辺の会場で演奏をする有名ミュージシャンや多くのバンドを輩出することで有名で例としてスモールタウン・アメリカ・レコード所属のファイティング・ウィズ・ワイヤー、ジェットプレーン・ライディングがいる。その他地元で活動する若いバンドや国際的名声を得たバンドはナーブ・センターでライブを行うことが多い。

### 出来事やイベント
- 2013年、ロンドンデリーはUKシティ・オブ・カルチャーに初めて選出され、2010年7月に受賞した[13][14]。
- また2013年にRadio 1's Big Weekendの開催都市になった。
- 「バンク・オブ・フォイル・ハロウィンカーニバル」（別名アイリッシュ・アズ・フェイラ・ナ・サムーナ）はロンドンデリーにおいて大規模な観光資源である。この祭りはアイルランド島全体において初めてかつ一番歴史の長いハロウィンカーニバルであり[152][153]、アイルランド島において最大規模のストリートパーティーであり、毎年3万人以上のおぞましい泥酔者が発生するとデリー・ビジター・コンベンション・ビューローが述べている[154]。
- 3月、ビッグ・ティックル・コメディー・フェスティバルを開催していて2006年にはダラ・オブリエンとコリン・マーフィー（英語版）が出演した。4月にはシティ・オブ・デリー・ジャズ・アンド・ビッグバング・フェスティバル（英語版）を、11月には北アイルランド最大の映画祭であるフォイル映画祭を開催している。
- 夏にはアイルランド島最大のアニメコンベンションだったTomo-Dachiを開催していて、2006年はマギー・カレッジで開催した[155]。
- デリー包囲戦を記念して友愛組織であるデリー徒弟少年団がメイデン・シティ・フェスティバル（英語版）を1週間の期間で開催している。
- インスティンクト・フェスティバルという芸術をテーマにしたユースフェスティバルを毎年開催していて、イースターの間での開催で近年成功していると認められている。
- セルトロニックという市の全体が会場になる有名なエレクトロニックダンスフェスティバルがあり、2007年はDJのエロル・アルカン（英語版）が出演した。
- 市の主要な劇場であるミレニアム・フォーラムでは毎週数多くの劇が上映される。
- 2007年12月9日、1万3000人のサンタクロースが集まったことでリバプールとラスベガスが保持していた世界記録を破りギネス世界記録に認定された[156]。
- 2005年にブリテイン・イン・ブルーム（英語版）の都市部門で優勝、2009年も準優勝だった。

## 著名人

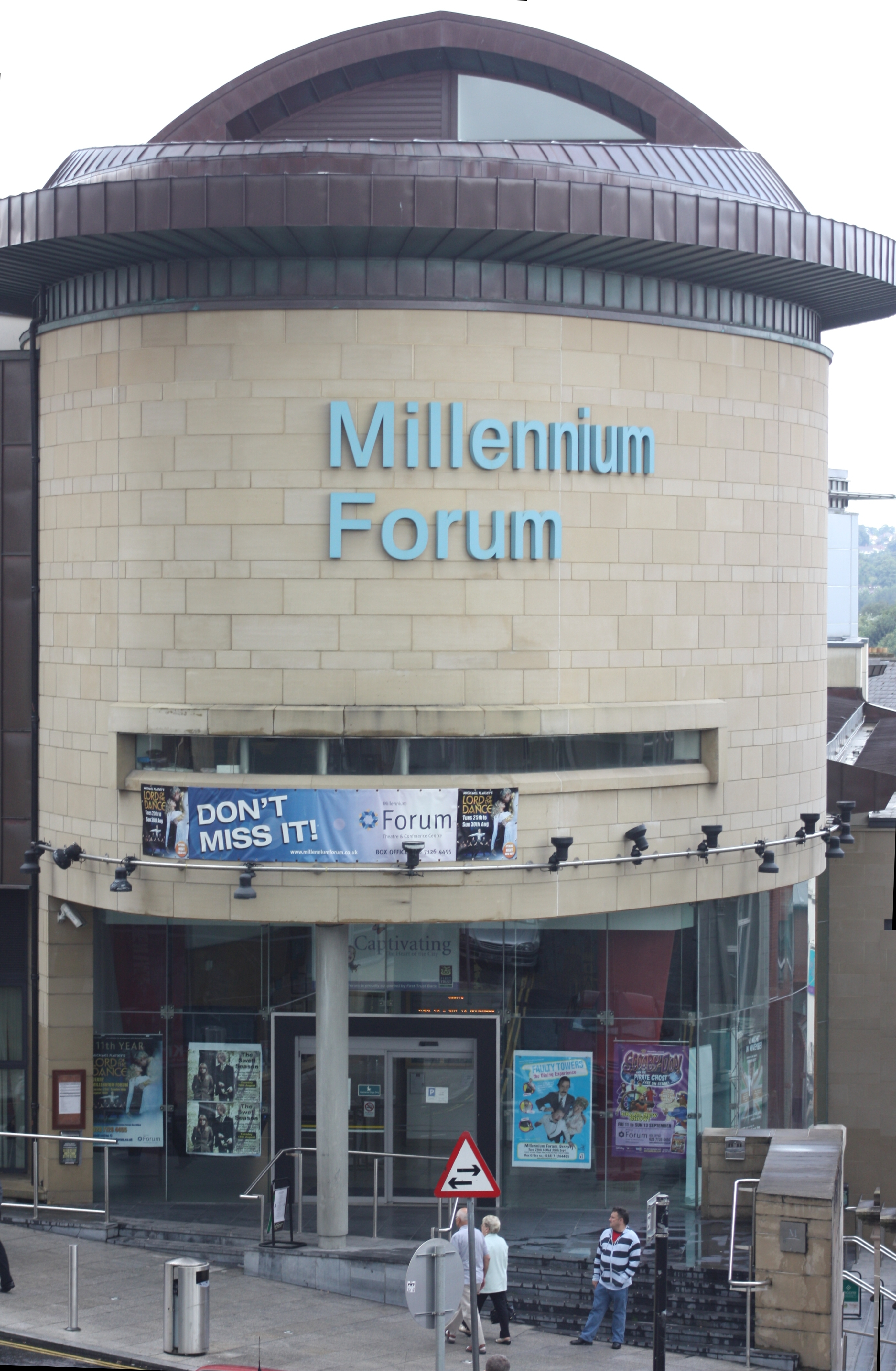
ニューマーケット通りにあるミレニアム・フォーラム

ロンドンデリー出身か在住の著名人:
- フレドリック・ハーヴェイ（英語版） - デリー司教、第4代ブリストル伯爵
- エドワード・リーチ（英語版） - ヴィクトリア十字章受章者
- ジョージ・ファーカー（英語版） - 王政復古的（英語版）劇作家
- ジョイス・ケリー（英語版）、シェイマス・ディーン（英語版）、ジェニファー・ジョンストン（英語版）、ネル・マクカファティ（英語版） - 作家
- シェイマス・ヒーニー - 詩人・ノーベル文学賞受賞者
- ジョン・ヒューム - 社会民主労働党設立者・ノーベル平和賞受賞者
- マーティン・マクギネス（英語版） - 北アイルランド副首相（英語版）
- マーティン・オニール - レスター・シティFC、セルティックFC、アストン・ヴィラFCなどを歴任した監督
- ダロン・ギブソン - サンダーランドAFC所属サッカー選手
- アマンダ・バートン（英語版）、ロマ・ダウニー（英語版） - 女優
- ネイディーン・コイル - ガールズ・アラウドの元メンバー
- ダナ（英語版） - ユーロビジョン・ソング・コンテスト優勝者、元政治家
- バンドのアンダートーンズ（英語版）と元メンバーのフィアガル・シャーキー（英語版）
- ジミー・マクシェイン（英語版） - バルティモラのメンバー
- アイリーン・モリソン（英語版） - トライアスロン選手
- トム・マクギネス（英語版） - ゲーリックフットボール選手[157]
- ダミアン・マクギンティーとケイス・ハーキン（英語版） - 歌手でセルティック・サンダー（英語版）メンバー
- ジョン・パーク（英語版） - ヴィクトリア十字章受章者
- ダニエル・クイグリー（英語版） - 世界ISKAプロフェッショナルスーパーヘビー級キックボクシングチャンピオン[158]
- マイルズ・ライアン（英語版） - ヴィクトリア十字章受章者

## 姉妹都市･提携都市
- レターケニー（アイルランド共和国 アルスター地方 ドニゴール県）